# Era dorada de la animación estadounidense
La era dorada de la animación estadounidense (golden age of American animation en inglés) fue el mayor período en la historia de la animación estadounidense. Comenzó en 1928 con el advenimiento de las caricaturas en sonido sincronizado, coincidiendo con la era dorada de Hollywood, y finalizó gradualmente desde los años 1960, cuando los cortometrajes animados teatrales, que servían para acompañar a los largometrajes en los cines, empezaron a perder contra la competencia de la nueva programación animada para la televisión. La animación de esta edad de oro tuvo su mayor auge en las décadas de 1930 y 1940, mientras que el período es a menudo dividido en la «edad de plata» para el resto de las animaciones producidas en las décadas de 1950 y 1960.
Muchos personajes populares surgieron en ese período, incluyendo: Mickey Mouse, el Pato Donald, Goofy, Chip y Dale, Bugs Bunny, el Pato Lucas, Porky Pig, Wile E. Coyote, Betty Boop, Tom y Jerry, el Pájaro Loco, Super Ratón, Mr. Magoo, la Pantera Rosa, Don Gato, el Oso Yogui, así como las primeras adaptaciones animadas de Popeye, Casper, La pequeña Lulú o Superman. Asimismo, comenzó una sofisticada animación en largometrajes desde las décadas de 1930 y 1940, con Snow White and the Seven Dwarfs, Gulliver's Travels, Pinocho, Fantasía, Dumbo, Mr. Bug Goes to Town y Bambi. Además, las películas de acción en vivo con animación tuvieron gran relevancia, como Saludos amigos, Levando anclas, Canción del sur, Mojada y peligrosa, Mary Poppins o Bedknobs and Broomsticks. También empezó la animación en televisión desde los años 1950 y principios de los años 1960, abarcando la era dorada de la televisión en la que se incluyen series animadas innovadoras, como Huckleberry Hound, Tiro Loco McGraw, Los Picapiedra, El Lagarto Juancho y Los Supersónicos. Además, también se desarrolló la animación en stop motion y los efectos especiales, con películas como King Kong, The Beast from 20,000 Fathoms, Hansel and Gretel, Forbidden Planet, Jasón y los argonautas o 2001: A Space Odyssey.
Este período destacó por su animación tradicional de alto presupuesto con sus efectos de imagen, sonido y calidad argumental, convirtiéndose en un referente artístico a escala mundial. Asimismo, grandes artistas de la industria de esta era como: Albert Hurter, Bob Clampett, Chuck Jones, Dick Huemer, Don Bluth, Ed Benedict, Frank Tashlin, Friz Freleng, George Pal, Gil Turner, Harman e Ising, Iwao Takamoto, Joseph Barbera, Ken Harris, Lillian Friedman Astor, Martha Sigall, Mary Blair, Maurice Noble, Max y Dave Fleischer, Milicent Patrick, Milt Kahl, Paul Terry, Ray Harryhausen, Retta Davidson, Retta Scott, Richard Williams, Saul Bass, Shamus Culhane, Ted Eshbaugh, Ted Sears, Tex Avery, Ub Iwerks, Walt Disney, Walter Lantz, William Hanna o Willis O'Brien, trabajaron en varios de los estudios más célebres de este período.

## Historia

### Walt Disney Productions

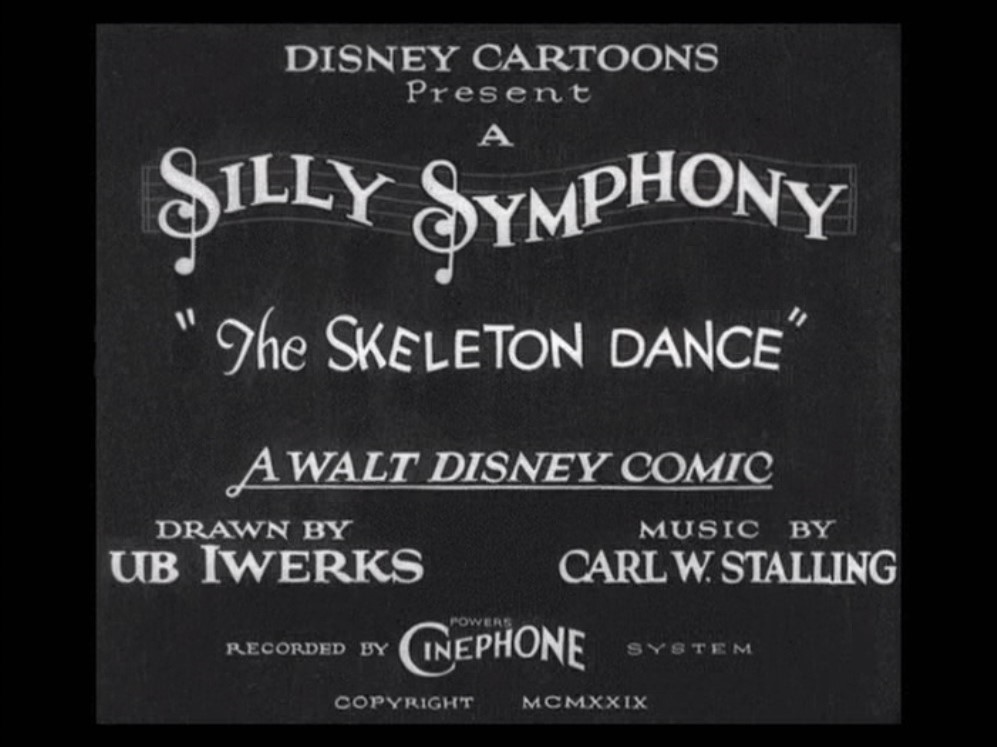
Presentación en blanco y negro de un cortometraje animado de Silly Symphonies.

Steamboat Willie fue lanzado el 18 de noviembre de 1928, y fue un gran éxito. Disney rápidamente ganó un gran dominio en el campo de la animación usando el sonido para sus animaciones futuras al doblar Plane Crazy y The Gallopin' Gaucho. La popularidad de Mickey Mouse colocó al personaje animado entre las filas de las personalidades de la gran pantalla más populares del mundo. De hecho, los mayores competidores de Disney, Otto Messmer y Pat Sullivan con El gato Félix, fueron eclipsados por la popularidad tanto de Mickey como de Minnie Mouse, cerrando el estudio Sullivan en 1932. La comercialización basada en dibujos animados de Disney rescató a varias compañías de la bancarrota durante las profundidades de la Gran Depresión, y Disney aprovechó esta popularidad para avanzar con nuevas innovaciones en animación. 
En 1929, lanzó una nueva serie titulada Silly Symphonies que se basaba en música sin personajes continuos. Sin embargo, no llegaron a ser tan populares como la serie Mickey Mouse. En 1930, después de una pelea con Pat Powers, quien había vendido el sistema sonoro "Cinephone" para Steamboat Willie, Disney cambió los distribuidores a Columbia Pictures. Sin embargo, Ub Iwerks dejó Disney después de una oferta de Powers para estar a cargo de su propio estudio de animación.
En 1932, Mickey Mouse se había convertido en una sensación internacional, pero las Silly Symphonies no. Columbia Pictures se retiró de su distribución, mientras que Disney se sintió atraída a mudar las Silly Symphonies a United Artists por un aumento en el presupuesto. Posteriormente, Walt Disney trabajó con la empresa Technicolor para crear la primera caricatura a todo color de tres tiras, Árboles y flores. Fue un gran éxito y también se convirtió en la primera caricatura en ganar un Premio Óscar. Poco después, Disney negoció un acuerdo exclusivo pero temporal con Technicolor para que solo él pudiera usar el proceso de tres tiras en películas animadas, ningún otro estudio tenía permiso para usarlo. Sin embargo, no quiso hacer Mickey Mouse en color porque pensó que Technicolor podría aumentar la popularidad de las Silly Symphonies.

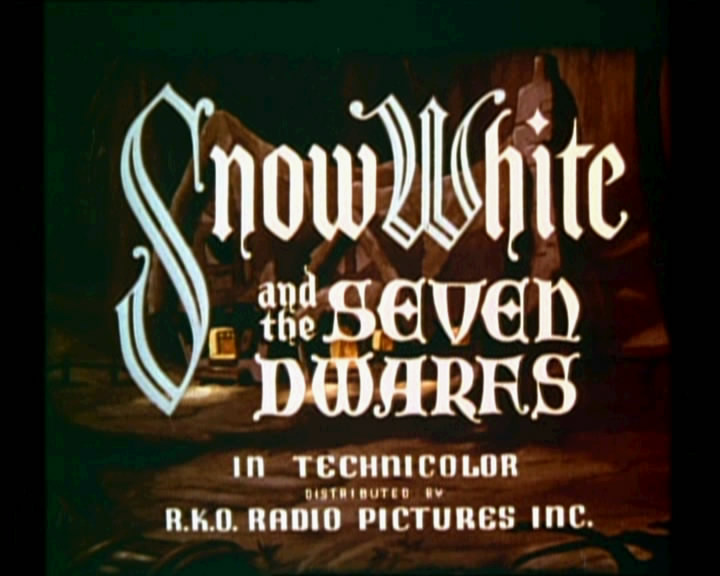
Presentación del largometraje animado Snow White and the Seven Dwarfs.

Poco después, Walt Disney se dio cuenta de que el éxito de las películas animadas dependía de contar historias emocionantes que atraparan a la audiencia y no la dejaran ir. Esto condujo a una innovación importante entre 1932 y 1933: un "departamento de guion", separado del de los animadores, con artistas de guiones gráficos que se dedicarían a trabajar en las fases del desarrollo de la historia en la cadena de producción. A su vez, el continuo énfasis de Disney en el desarrollo y la caracterización de la historia dio como resultado otro éxito en 1933: Los tres cerditos, que se considera la primera caricatura en la que varios personajes mostraban personalidades únicas e individuales y aún se considera el cortometraje animado más exitoso de todos los tiempos, además de presentar la exitosa canción que se convirtió en el himno de la lucha contra la Gran Depresión: Who's Afraid of the Big Bad Wolf?.

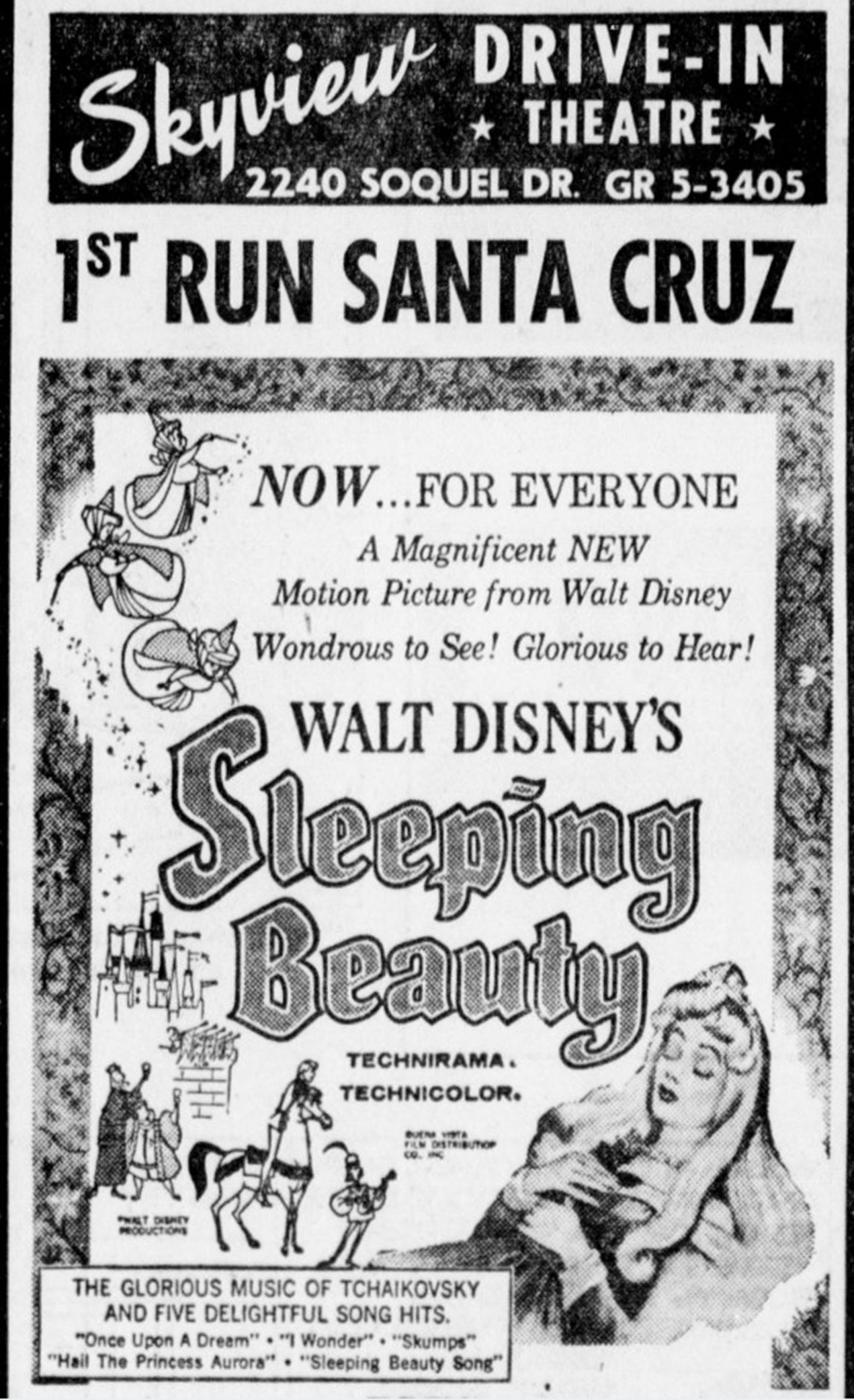
Cartel publicitario del largometraje animado La bella durmiente.

En la serie Mickey Mouse se continuó agregando personalidad a sus personajes y esto resultó en la creación de otros nuevos como: Pete en Steamboat Willie (1928), Clarabelle y Horace Horsecollar en The Plowboy (1929), Pluto en The Chain Gang (1930), Goofy en Mickey's Revue (1932), el Pato Donald en The Wise Little Hen (1934), Clara Cluck en Orphan's Benefit (1934), Mortimer Mouse en Mickey's Rival (1936), Huey, Dewey y Louie en Donald's Nephews (1938), la Pata Daisy en Mr. Duck Steps Out (1940), Chip y Dale en Private Pluto (1943) y Max Goof en Fathers Are People (1951). Cuando el contrato de Disney con Technicolor expiró, la serie Mickey Mouse se trasladó a Technicolor con The Band Concert (1935). Además, Mickey fue parcialmente rediseñado para Technicolor, mientras que Al Taliaferro y Carl Barks ampliaron la vida familiar de Donald en las historietas. De hecho, Ludwing von Pato y Scrooge McDuck debutaron en la animación con la serie de televisión The Wonderful World of Color (1961) y el cortometraje Scrooge McDuck and Money (1967) respectivamente.

Cartel publicitario del largometraje animado Fantasía.

En 1937, Disney inventó la cámara multiplano, que dio una ilusión de profundidad al mundo animado. Primero lo usó en la caricatura The Old Mill de Silly Symphonies. Gran parte del trabajo de Disney estuvo fuertemente influenciado por cuentos y mitos de Europa, y por el trabajo de ilustradores como Gustave Doré y Wilhelm Busch. Además, Disney cambió los distribuidores a RKO Pictures y se mantuvo en distribución hasta principios de la década de los años 1950. Asimismo, Walt Disney produjo Snow White and the Seven Dwarfs, el primer largometraje de animación estadounidense en cel y a todo color. Esta fue la culminación de cuatro años de esfuerzo en los estudios Disney. Walt Disney estaba convencido de que las caricaturas cortas no mantendrían su estudio rentable a largo plazo, por lo que tomó lo que se consideraba una apuesta enorme. Los críticos predijeron que resultaría en una ruina financiera para el estudio. Dijeron que los colores serían demasiado brillantes para la audiencia o que se cansarían de los gags y se irían. Sin embargo, las críticas probaron ser incorrectas. Snow White and the Seven Dwarfs fue un éxito de taquilla en todo el mundo y fue aclamado universalmente como un hito en el desarrollo de la animación como una forma de arte seria.
Después del éxito de Snow White and the Seven Dwarfs, Disney pasó a producir Pinocho, que fue estrenado en 1940. Fue considerado un logro impresionante tanto en técnica como artísticamente, que costó el doble de esfuerzo que Snow White and the Seven Dwarfs. Sin embargo, Pinocho no fue un éxito financiero, ya que la Segunda Guerra Mundial (que comenzó en 1939) cortó el 40% del mercado de lanzamiento extranjero de Disney y, aunque fue un éxito moderado en los Estados Unidos, el bruto nacional no fue suficiente para devolver sus ingresos. Sin embargo, la película recibió críticas muy positivas y ha ganado múltiples relanzamientos posteriores.
Seguidamente, también en 1940, Disney estrenó Fantasía. Originalmente, comenzó con la producción del dibujo animado de Mickey Mouse, El aprendiz de brujo, en un intento por restaurar su popularidad, que se había reducido drásticamente con las animaciones de Popeye (de Fleischer Studios) y del Pato Donald (de Disney). En El aprendiz de brujo, Mickey Mouse fue rediseñado por Fred Moore (este rediseño de Mickey todavía es popular hoy en día). El corto no presentó ningún diálogo, solo música que fue dirigida por Leopold Stokowski. Cuando el presupuesto para el corto se volvió muy caro, Stokowski le sugirió a Disney que podría realizar una película con otras piezas de música clásica y sincronizadas con la animación. Disney estuvo de acuerdo y comenzó la producción. Asimismo, Fantasía se convertiría en la primera película comercial lanzada en sonido estereofónico (Fantasound). Desafortunadamente, del mismo modo que ocurrió con Pinocho, la película no fue un éxito financiero. También fue el primer largometraje de Disney que recibió críticas mixtas. El público de la música menospreció a Disney porque creía que luchaba por algo que estaba más allá de su alcance al intentar introducir la animación convencional en la abstracción, la música clásica y los temas de "élite". Sin embargo, Fantasía sería revaluada y aclamada en años posteriores por ese mismo público y por los críticos cinematográficos, considerándola una obra maestra en el arte de la animación y una de las mejores películas de toda la historia del cine. Además, la película recibiría una secuela directa con Fantasía 2000 en 1999, conmemorando al clásico original de Walt Disney.

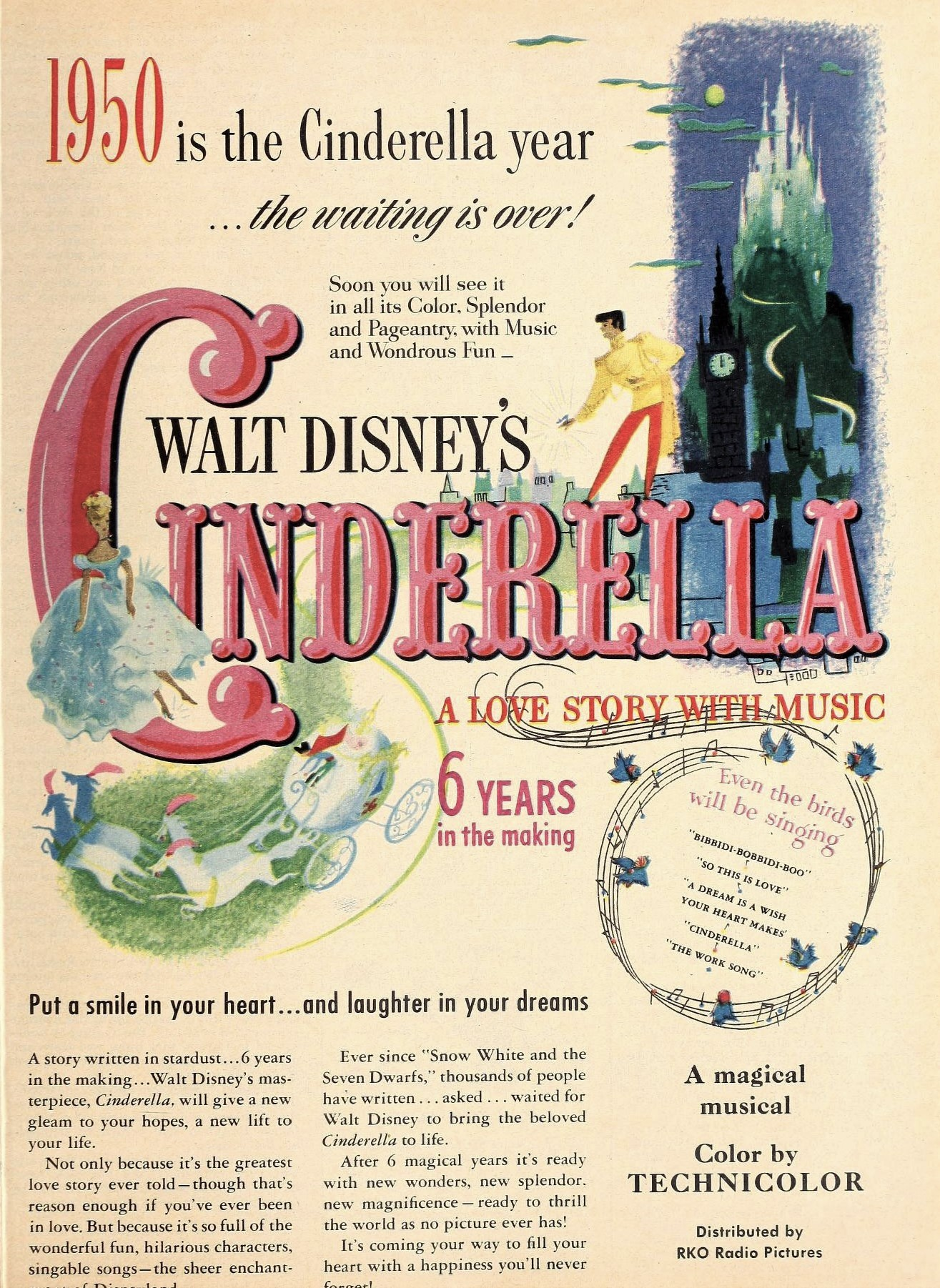
Cartel publicitario del largometraje animado La Cenicienta.

En 1941, para compensar la taquilla moderada de Pinocho y Fantasía, Disney produjo un largometraje de bajo presupuesto, Dumbo. Este fue un gran éxito y se convirtió en una de las películas animadas más aclamadas por la crítica que se haya hecho. Pocos días después de que se completara la animación en Dumbo, estalló la huelga de animadores de Disney. Esto fue causado por Screen Cartoonists' Guild (que se había formado en 1938), quien cortó muchos lazos entre Walt Disney y su personal, mientras alentaba a muchos miembros del estudio de Disney a irse y buscar otros trabajos en otros estudios. Más tarde ese año, Dumbo se convirtió en un gran éxito. La película aclamada por la crítica trajo ingresos muy necesarios y mantuvo el estudio a flote.
Unos meses después del estreno de Dumbo, Estados Unidos entró en guerra después del ataque a Pearl Harbor. Esto provocó la movilización de todos los estudios cinematográficos (incluidas sus divisiones de dibujos animados) para producir material de propaganda para reforzar la confianza pública y alentar el apoyo para el esfuerzo bélico. La guerra (junto con la huelga) sacudió a Disney, ya que el ejército estadounidense se apoderó del estudio de Disney tan pronto como Estados Unidos entró en la Segunda Guerra Mundial en diciembre de 1941. Debido a esto, Disney colocó las películas Canción del sur, Fun and Fancy Free, The Adventures of Ichabod and Mr. Toad, La Cenicienta, Alicia en el país de las maravillas y Peter Pan en espera hasta que la guerra terminase. La única película que se le permitió continuar con la producción fue Bambi, que se lanzó en 1942. Bambi fue innovador en términos de animar a los animales de forma realista. Sin embargo, por el mismo motivo del fracaso de Pinocho y Fantasía debido a la guerra, Bambi también fracasó en la taquilla y recibió críticas mixtas de los críticos. Esto fue de corta duración, ya que recaudó una cantidad considerable de dinero en el relanzamiento de 1947. Disney ahora estaba completamente comprometido con la guerra y contribuyó con la producción de cortometraje animados de propaganda y un largometraje titulado Victory Through Air Power. Esta película fue un fracaso en la taquilla y el estudio perdió alrededor de $ 500,000 como resultado. Los cortometrajes de propaganda requeridos tampoco eran tan populares como los cortometrajes regulares de Disney, y cuando el ejército terminó su estadía en los estudios Disney, cuando la guerra terminó en 1945, Disney luchó por reiniciar su estudio y tuvo una baja cantidad de presupuesto en mano.

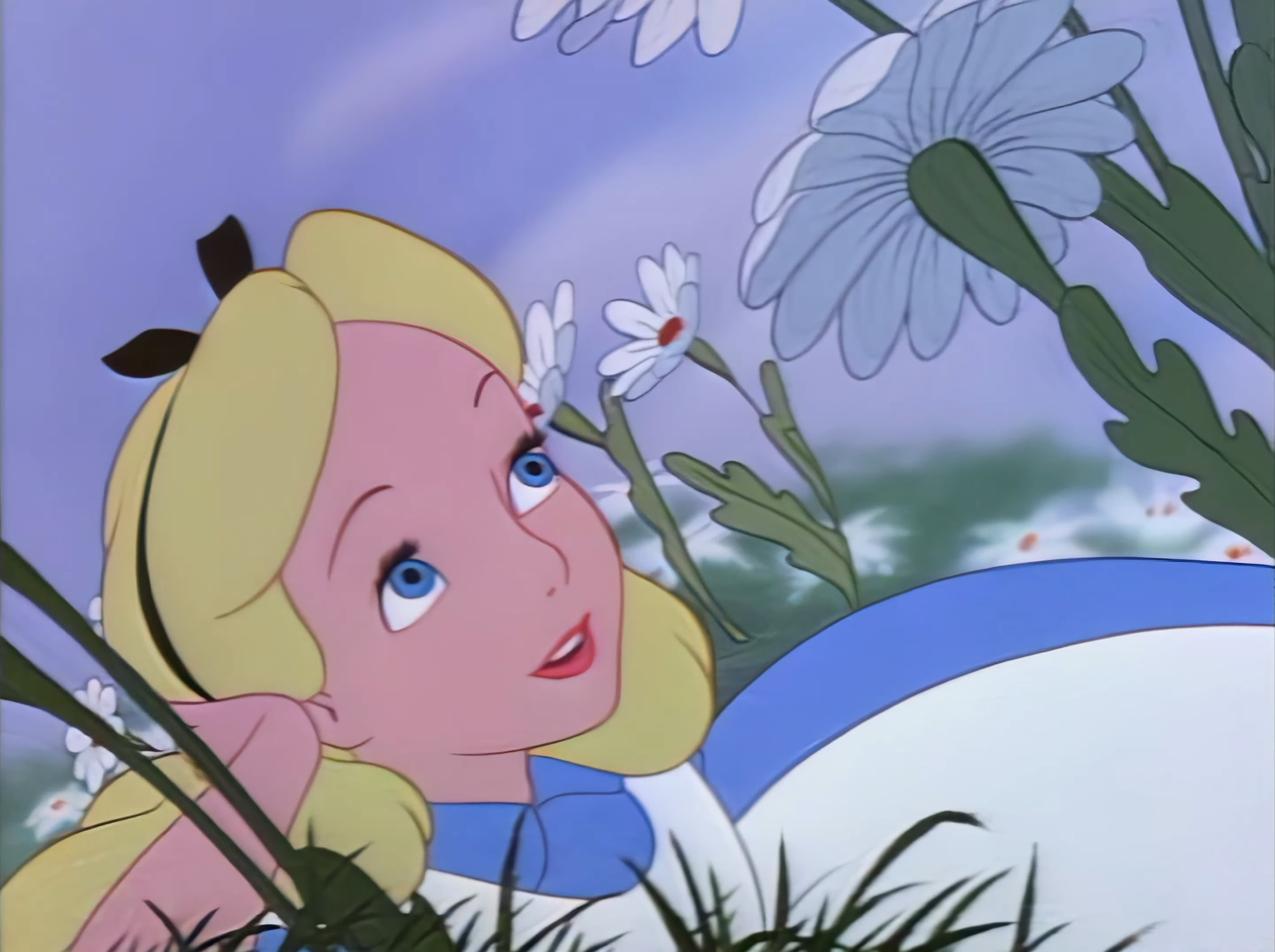
Fotograma de Alicia en el largometraje animado Alicia en el país de las maravillas.

Otros largometrajes de Disney de los años 1940 fueron producciones modestamente presupuestadas en segmentos de cortos animados, reunidos para hacer un largometraje ("películas paquete"). Estos comenzaron con Saludos amigos en 1942, continuando durante la guerra con Los tres caballeros en 1944 (ambos largometrajes con intención de representar la cultura del continente americano) y, después de la guerra, con Música maestro en 1946, Fun and Fancy Free en 1947, Melody Time en 1948 y The Adventures of Ichabod and Mr. Toad en 1949. Originalmente, los segmentos Mickey and the Beanstalk, Bongo y Wind in the Willows serían lanzados en un solo largometraje, pero fueron reunidos en las anteriores "películas paquete", ya que Walt Disney temía que la animación de bajo presupuesto no fuera rentable. La película más ambiciosa de Disney de este período fue la película de 1946 Canción del sur, una película que mezcla acción en vivo y animación, acusada de representar a la gente afroamericana durante la esclavitud. Aunque Disney había negado esta intención declarando que, al igual que en la novela en la que se basa la película, tiene lugar después de la guerra de Secesión y que todos los personajes afroamericanos en la película ya no son esclavos. Este largometraje inspiró la producción de otro similar, So Dear to My Heart (1948).
En 1950, Disney estrenó La Cenicienta. Fue un gran éxito, convirtiéndose en la película más taquillera de 1950, además de ser la película más exitosa de Disney desde Snow White and the Seven Dwarfs y la primera película narrativa individual de Disney desde Bambi. Disney también comenzó a producir películas completas de acción real, empezando con La isla del tesoro en 1950. También había estado creando documentales sobre la naturaleza con Seal Island en 1948 y comenzó a transmitir en televisión con su especial One Hour in Wonderland en 1951. Debido a esto, Walt Disney necesitaba tiempo en varias unidades de medios diferentes a la vez y estaba pasando menos tiempo en el departamento de animación. Sin embargo, nunca perdió interés en la animación y siempre estuvo presente en las reuniones de producción. En 1951, lanzó Alicia en el país de las maravillas, un proyecto en el que había estado trabajando desde finales de la década de 1930 y había dejado de lado durante la guerra. Esta película tuvo al principio un éxito moderado y recibió críticas mixtas de los críticos (aunque sería aclamado como uno de los clásicos más importantes de Disney unas décadas más tarde, realizando varios relanzamientos posteriores en cintas teatrales y videos domésticos). En 1953, se estrenó Peter Pan que, al igual que los primeros largometrajes de Disney en los años 1950, había estado en producción desde finales de los años 1930 y principios de los años 1940, archivándose durante la guerra. Sin embargo, a diferencia de Alicia, Peter Pan fue un gran éxito tanto en crítica como financieramente en su primer estreno.
Cuando el contrato de Disney con RKO Pictures expiró a finales de 1953, en lugar de renovarlo, Disney estaba preocupado por la inestabilidad de RKO (debido al control cada vez más errático del propietario Howard Hughes) y comenzó a distribuir sus propias películas a través de su nueva creación, la subsidiaria Buena Vista International. Esto permitió un mayor presupuesto para cortometrajes y características que con los últimos en producción para RKO, lo que hizo posible hacer algunas de las caricaturas en el nuevo formato cinemascope. Sin embargo, el presupuesto por cada corto no era tan alto como en la década de los años 1940, ya que Disney se había centrado más en la acción en vivo, la televisión, la animación en largometrajes y menos en la animación en cortometrajes. En 1953, poco después del cambio de RKO a Buena Vista, Disney lanzó su último corto de Mickey Mouse, The Simple Things. A partir de ahí, el estudio produjo menos cortos animados hasta el año en que esta división finalmente se cerró en 1956. Después de eso, cualquier cortometraje de dibujos animados en el futuro se realizó a través de la división de animación hasta 1969.
En 1955, se produjo La dama y el vagabundo, la primera película de animación en Cinemascope. Después de construir Disneyland en el mismo año, Walt Disney recuperó una gran popularidad entre el público, y centró su atención en producir su película más ambiciosa: La bella durmiente. Esta película fue filmada en Super Technirama de 70 mm y en sonido estereofónico como Fantasía. También marcó un cambio en el estilo del dibujo, con dibujos animados y personajes angulosos, tomando influencia de UPA. Si bien La bella durmiente fue la segunda película más taquillera de 1959 (justo por detrás de Ben-Hur), su coste superó al presupuesto original (6 millones de dólares) y la película no pudo recuperar sus gastos, aunque ha sido considerada como uno de los mejores largometrajes animados de toda la historia de la animación. Por otra parte, si bien Disney no era conocida por realizar animaciones con stop motion, la cinta Babes in Toyland (1961) fue el proyecto más notorio que incluyó esta técnica con acción en vivo.
El estudio estaba finalmente endeudado en 1960 y tuvo que reducir el costo de la animación. Esto dio como resultado que Disney cambiara por completo a la xerografía, que reemplazó al cel tradicional, empezando con 101 dálmatas (1961) y The Sword in the Stone (1963). Si bien estas películas fueron éxitos de taquilla, el cel xerox resultó con un aspecto "más superficial" que carecía de la calidad en las animaciones manuscritas, pero compensaba con una mayor sensación de dinamismo. Además, el largometraje de 1964 Mary Poppins, de acción en vivo y animación, se convirtió en la película más aclamada y exitosa de Disney durante los años 1960, ganando cinco Premios Óscar y recibiendo otras trece nominaciones a los mismos.

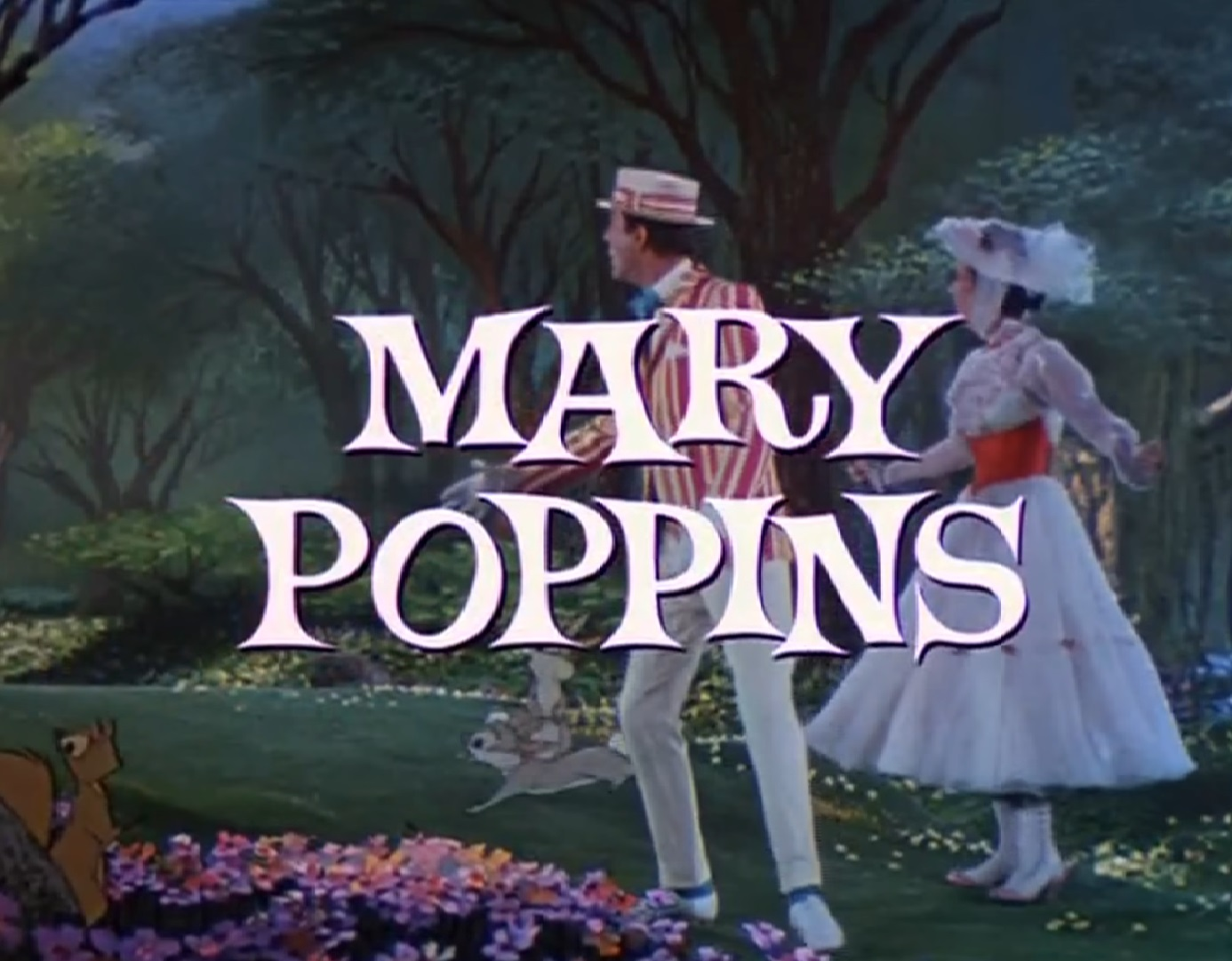
Presentación del largometraje Mary Poppins.

En 1966, Walt Disney falleció por cáncer de pulmón. Los últimos largometrajes en los que estuvo involucrado en la producción fueron: El libro de la selva (1967), The Love Bug (1968), Los Aristogatos (1970) y, en acción en vivo y animación, Bedknobs and Broomsticks (1971), además de los dos primeros cortometrajes animados de Winnie the Pooh (el primero de ellos estrenado en 1966). El libro de la selva y Los Aristogatos fueron los últimos largometrajes animados en conseguir un notable éxito popular y crítico. Asimismo, los cortometrajes animados Winnie Pooh y el bosque encantado (1968) y It's Tough to Be a Bird (1969) ganaron los Premios Óscar, siendo estos los últimos cortometrajes teatrales de Disney, mientras que Bedknobs and Broomsticks fue el último largometraje del estudio en ganar otro Premio Óscar, debido a sus efectos especiales animados. Además, The Love Bug supuso la primera aparición del popular automóvil de carreras Herbie.
Sin embargo, tras fallecer también Roy O. Disney en 1971 y tras perder la dirección de Walt Disney como planificador para nuevos largometrajes, varias de las películas animadas producidas por la compañía, como Robin Hood (1973), declinaron tanto en atracción popular como en crítica, con la excepción de The Rescuers (1977). El departamento de animación no se recuperó completamente hasta la segunda mitad de los años 1980 y a lo largo de la década de 1990, con los estrenos de las películas The Great Mouse Detective (1986) y Oliver y su pandilla (1988), además del Renacimiento de Disney (1989-1999).

### Fleischer Studios y Famous Studios
Uno de los principales competidores de Disney fue Max Fleischer, director de Fleischer Studios, que produjo dibujos animados para Paramount Pictures. Fleischer Studios era una empresa familiar, operada por Max Fleischer y su hermano menor Dave Fleischer, que supervisaba la producción de los dibujos animados. Los Fleischer obtuvieron éxitos exitosos con los dibujos animados de Betty Boop y Popeye. La popularidad de Popeye durante la década de los años 1930 rivalizó con Mickey Mouse a veces, y los clubes de fanes de Popeye surgieron en todo el país en imitación de los clubes de fanes de Mickey; en 1935, las encuestas demostraron que Popeye era incluso más popular que Mickey Mouse. Sin embargo, durante la década de 1930, las reglas de censura más estrictas aplicadas por el Código Hays en 1934 exigían que los productores de animación eliminaran el humor subido de tono. Los Fleischer en particular tuvieron que bajar el tono del contenido de sus dibujos animados de Betty Boop, que luego se desvanecieron en popularidad. Los Fleischer también produjeron una serie de dibujos animados, la Color Classics, durante la década de 1930 que intentaron emular el uso del color de Walt Disney, pero la serie no fue un éxito. Otra serie significativa de Fleischer Studios fue Talkartoons en blanco y negro, con las apariciones de Betty Boop, Bimbo y el regreso de Koko el payaso. En 1934, Max Fleischer se interesó en la producción de un largometraje de animación poco después del anuncio de Disney sobre Snow White and the Seven Dwarfs. Sin embargo, Paramount desechó la idea. En 1936, Fleischer Studios produjo la primera de las tres caricaturas de Popeye en Technicolor de dos carretes: Popeye the Sailor Meets Sindbad the Sailor (1936), Popeye the Sailor Meets Ali Baba's Forty Thieves (1937) y Aladdin and His Wonderful Lamp (1939).

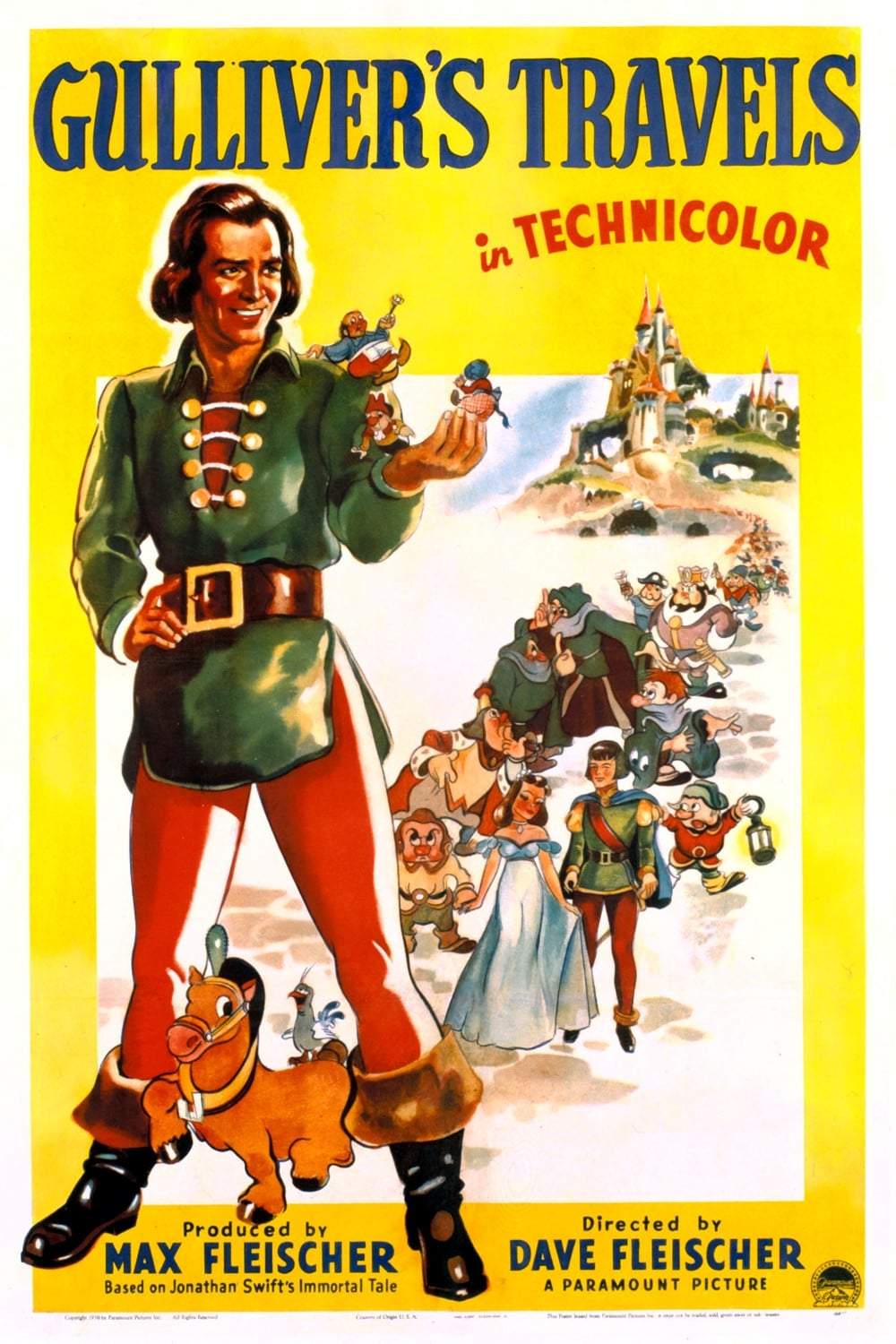
Cartel publicitario del largometraje animado Gulliver's Travels.

En 1938, después del éxito de Disney con Snow White and the Seven Dwarfs, Paramount autorizó a los Fleischer a producir un largometraje y el estudio Fleischer se trasladó desde Nueva York a Miami, Florida, para evitar sindicatos organizados, que se convirtieron en una amenaza para el estudio. Una huelga de cinco meses ocurrió entre los trabajadores de Fleischer Studio a fines de 1937. Aquí, en 1939, los Fleischer produjeron Gulliver's Travels, el segundo largometraje de animación estadounidense a todo color. Fue un pequeño éxito y animó a los Fleischer a producir más películas animadas.
En mayo de 1941, los Fleischer le otorgaron a Paramount la plena propiedad del estudio como garantía para pagar las deudas que les quedaban de los préstamos que obtuvieron del estudio para crear dibujos animados fallidos, como Stone Age, Gabby y Color Classics. Sin embargo, todavía mantenían sus posiciones como jefes de la producción de su estudio. Bajo la regla de Paramount, los Fleischer introdujeron a Popeye en la Marina y contribuyó al esfuerzo bélico. Los Fleischer obtendrían más éxito al comenzar una serie de espectaculares dibujos animados de Superman que se han vuelto legendarios en sí mismos (el primero de los cuales fue nominado a un Premio Óscar).
A pesar del éxito de Superman, un golpe importante al estudio ocurriría cuando el matrimonio Dave comenzara a tener una aventura adúltera con la secretaria de Miami. Esto condujo a muchas disputas entre los hermanos Fleischer hasta que Max y Dave ya no se hablaban entre sí. En 1941, se estrenó el largometraje animado Mr. Bug Goes to Town. Desafortunadamente, fue lanzado unos días antes del ataque a Pearl Harbor, lo que causó que la película fallara en la taquilla. Poco después, Dave Fleischer, que aún mantenía su posición como cojefe de su estudio, había dejado Fleischer Studios para ejecutar las caricaturas de Screen Gems para Columbia Pictures. Debido a esto, Paramount Pictures despidió a Dave y Max Fleischer de sus puestos como jefes del estudio de dibujos animados. Sin embargo, Max Fleischer todavía tuvo la oportunidad de realizar una exitosa adaptación animada de Rudolph the Red-Nosed Reindeer en 1948.

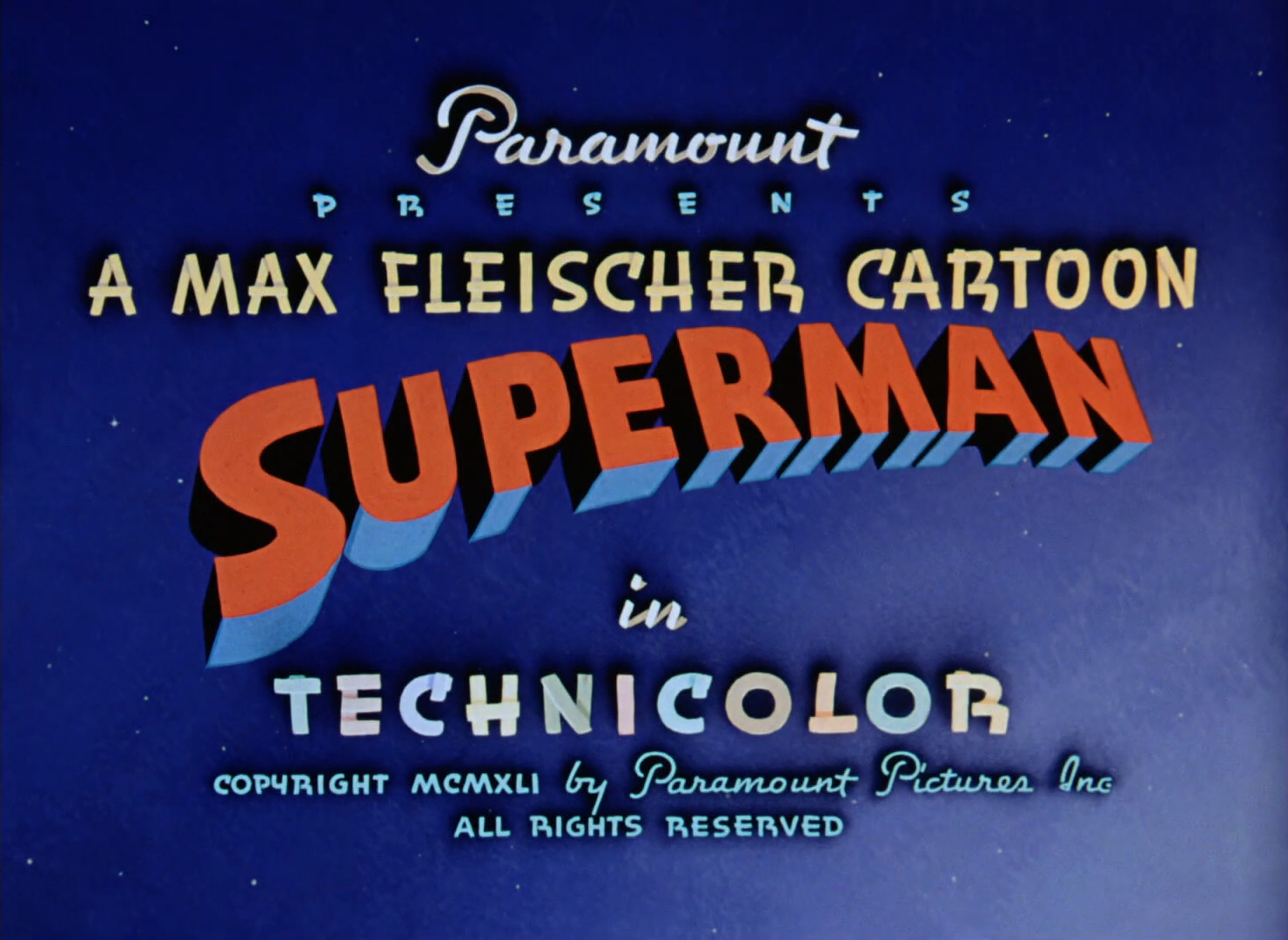
Presentación de los cortometrajes animados de Superman.

Paramount se hizo cargo por completo del estudio Fleischer y lo colocó bajo el pliegue de su propio estudio, renombrándolo Famous Studios y continuando el trabajo que los Fleischer comenzaron con Popeye, Superman, Raggedy Ann y Screen Songs, e incluso incorporando nuevas series animadas, como Little Lulu (reemplazada más tarde por Little Audrey), Casper, Baby Huey, Herman y Katnip (creados para competir con Tom y Jerry de MGM) Kartunes y Noveltoons. La partida de los hermanos Fleischer tuvo un efecto inmediato en el estudio, aunque los dibujos animados de Paramount en los años de la Segunda Guerra Mundial continuaron siendo entretenidos y populares, y aún retuvieron la mayor parte del estilo y brillo de Fleischer. Sin embargo, durante los años 1950, comenzó un declive en la calidad de la historia y la animación, que se haría cada vez más evidente a medida que comenzaba la década de 1960, hasta el punto de terminar con la mayoría de sus dibujos animados en 1965. Para ese año, los primeros cortometrajes animados de Honey Halfwitch serían la última serie popular del estudio, mientras que la serie Noveltoons siguió estrenándose hasta 1967, cuando fue cerrado permanentemente.

### Van Beuren Studios
En 1928, el productor Amadee J. Van Beuren formó una alianza con Paul Terry y formó el "Aesop's Fables Studio" para la producción de la serie de dibujos animados de Aesop's Film Fables. En 1929, Terry se fue para comenzar su propio estudio y fue reemplazado por John Foster, que se hizo cargo del departamento de animación y le cambió el nombre del estudio a Van Beuren Studios. Entre los años 1930 y 1931, Charles Mintz estuvo involucrado en la creación del personaje Toby the Pup (personaje similar a Bimbo de Fleischer Studios) para RKO Pictures, el propietario de Van Beuren Studios, logrando ser un éxito. Aunque la serie dejó de producirse debido a que no fue enteramente producida por Van Beuren Studios y Charles Mintz se encargaba de su propio estudio de animación con Columbia Pictures, mediante Screen Gems.
Van Beuren continuó la serie Aesop's Film Fables, y sin éxito intentó una adaptación de dibujos animados de los comediantes de radio Amos 'n' Andy. Otros dibujos animados de Van Beuren presentaban a Tom y Jerry (no confundir con los personajes animados de MGM, sino un dúo cómico similar a Mutt y Jeff, ya que tuvieron que ser renombrados como "Dick y Larry" para evitar confusión) y varias adaptaciones animadas del personaje de cómic The Little King. Frank Tashlin y Joseph Barbera se encontraban entre los animadores que trabajaron brevemente para el estudio.
En 1934, mientras otros estudios estaban realizando dibujos animados en Technicolor para competir contra la serie Silly Symphonies de Disney, Van Beuren Studios abandonó sus dibujos animados restantes y respondió el uso de Technicolor mediante la creación de la serie Rainbow Parade, que era de todo color. Sin embargo, la serie no fue un éxito y, en 1937, RKO Pictures cerró el estudio cuando decidió distribuir los dibujos animados de Disney. Van Beuren Studios también fue el responsable de realizar las primeras adaptaciones a color y en sonido sincronizado de El gato Félix y Toonerville Trolley. Otras de sus series significativas son Parrotville, Burt Gillett's Toddle Tales, Cubby Bear y Molly Moo-Cow. Incluye el trabajo independiente canadiense del animador Ted Eshbaugh, quien creó la primera adaptación animada de El maravilloso mago de Oz en 1933.

### Terrytoons

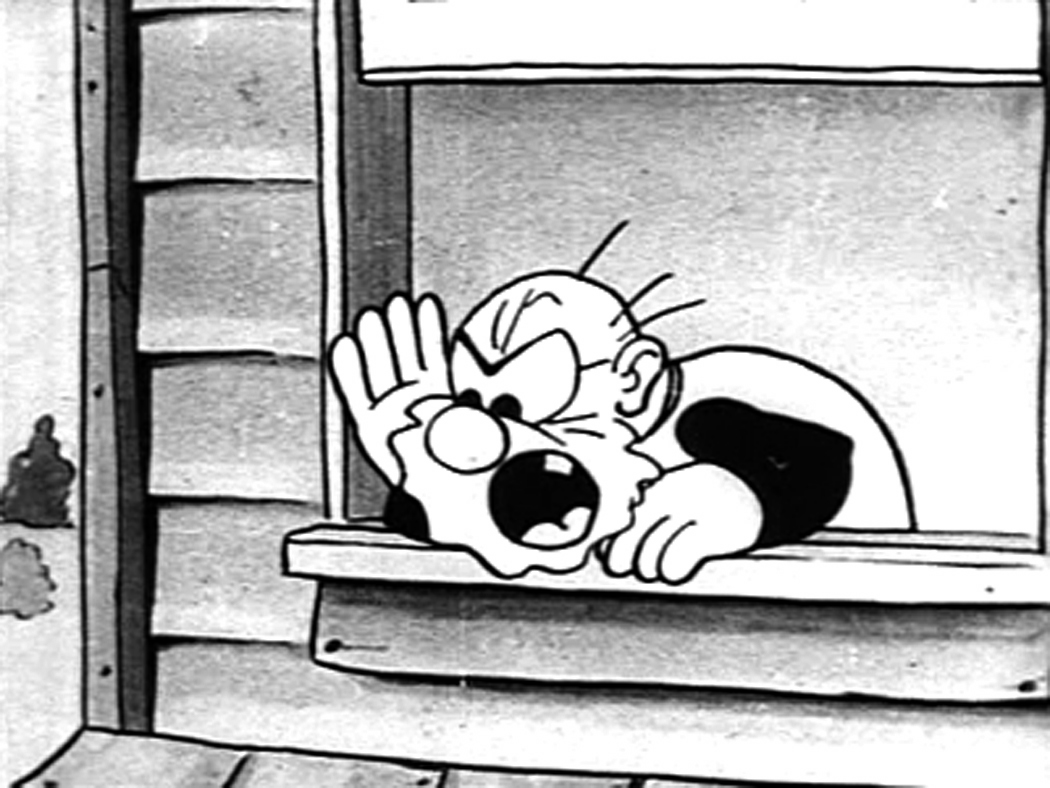
Farmer Al Falfa, personaje de dibujos animados desde el cine mudo.

Después de perder su serie Aesop's Film Fables para Van Beuren Studios en 1929, Paul Terry estableció un nuevo estudio llamado Terrytoons.
Terrytoons produjo 26 caricaturas al año para Educational Pictures, que a su vez suministró cortometrajes animados a Fox Film Corporation (más tarde 20th Century-Fox). Las caricaturas de Terry de la década de los años 1930 eran principalmente dibujos animados musicales en blanco y negro sin personajes recurrentes, a excepción del granjero Al Falfa, que apareció en las caricaturas de Terry desde la época del cine mudo. Educational quebró a finales de los años 1930 y Terry firmó directamente con Fox para distribuir sus cortometrajes animados. El personaje que más popularidad consiguió en esta época fue Kiko the Kangaroo, quien también hizo apariciones con Al Falfa. Tras el éxito de Snow White and the Seven Dwarfs (de Disney) en 1937, Paul Terry pensó en hacer una adaptación en película animada de El rey Lear, protagonizada por el granjero Al Falfa. Sin embargo, debido a la Segunda Guerra Mundial y después de ver los resultados comerciales con Pinocho y Fantasía (ambas de Disney) en 1940, y Mr. Bug Goes to Town (de Fleischer) en 1941, decidió cancelar el proyecto.
En 1938, Paul Terry se las arregló para lanzar sus viejos dibujos animados a través del distribuidor de películas Castle Films. Tras el cierre de Educational Pictures, 20th Century-Fox continuó lanzando Terrytoons en los cines durante las siguientes dos décadas. Con un nuevo énfasis en los personajes estrella, Terrytoons presentó las aventuras de Super Ratón, Heckle y Jeckle y Ganso Gandy (Gandy ya apareció en cortos de los años 1930). Otras series notables del estudio incluyen: Fany Zilch, Dinky Duck, Little Roquefort (para competir con Tom y Jerry de MGM), The Terry Bears, Puddy the Pup, Dingbat y Silvestre, Oil Can Harry y Pearl Pureheart (que se convirtieron en personajes recurrentes con Super Ratón) o las adaptaciones animadas del cómic Nancy.
A lo largo de su historia, el estudio fue considerado como uno de los de menor calidad en la industria, hasta el punto en que Paul Terry señaló: "Disney es el Tiffany's en este negocio, y yo soy el Woolworth's". El estudio de Terry estaba adaptándose lentamente a las nuevas tecnologías, como el sonido y el color, mientras que su estilo gráfico permaneció notablemente estático durante décadas. A pesar de ello, Terrytoons fue nominado tres veces para los Premios Óscar por los cortos: All out for V (1942), My Boy, Johnny (1944) y Sidney's Family Tree (1958). La producción musical de fondo fue confiada a Philip Scheib, pero la negativa posición de Terry a pagar por canciones populares obligó a Scheib a componer sus propias partituras. Paul Terry se enorgullecía de producir una nueva caricatura cada dos semanas, independientemente de la calidad de las películas. Terry vendió su compañía y sus demandas a CBS en 1955 y se retiró del estudio, poniendo como sucesores productores a los animadores Gene Deitch, durante el resto de los años 1950, y a Ralph Bakshi en los años 1960. Pese a que el estudio permaneció activo hasta 1968, el estilo de animación original de Terrytoons fue cambiando a partir de 1956 a un estilo de animación limitada de muy bajo presupuesto. No obstante, el estudio logró realizar un nuevo personaje popular llamado Deputy Dawg, cuyo diseño se basó en personajes originales de Paul Terry. Cabe señalar que Terrytoons también destacó por realizar varias de las primeras series animadas para televisión en los años 1950, como Barker Bill's Cartoon Show, Mighty Mouse Playhouse, The Heckle and Jeckle Show y Tom Terrific. Las caricaturas de Terrytoons se volvieron escesivamente limitadas después de 1963, lo que provocó un severo declive de calidad a lo largo de la década de 1960, y el estudio fue permanentemente cerrado en 1972.

### Screen Gems
Después de que Charles Mintz fuera despedido de Universal Studios, él todavía estaba a cargo de su propia dirección de dibujos animados produciendo las caricaturas en sonido sincronizado de Krazy Kat para Columbia Pictures. También creó una nueva serie con el personaje llamado Scrappy, creado por Dick Huemer en 1930. Scrappy fue la creación más exitosa del estudio, pero el estudio sufriría daños irreparables después de que Dick Huemer fuera despedido en 1933. En 1934, Mintz, como la mayoría de los demás estudios de animación de la época, también intentó responder al uso de Technicolor por parte de Disney, y comenzó a hacer dibujos animados en color a través de la serie Color Rhapsodies. La serie fue originalmente en Cinecolor, pero se movió a Technicolor después de que el contrato de Disney con Technicolor expirara en 1935. Sin embargo, la serie no logró atraer la atención y, en 1939, Mintz estaba en deuda con Columbia Pictures. Como resultado, Mintz vendió su estudio a Columbia. Columbia renombró el estudio, que Mintz todavía manejaba, a Screen Gems. Mintz falleció al año siguiente. Otras de las series producidas por Screen Gems incluyen: Phantasies, Fables, Flippity y Flop o las adaptaciones animadas de los cómics Barney Google y Snuffy Smith y Li'l Abner.
Frank Tashlin y John Hubley fueron animadores de Disney que se fueron durante la huelga y obtuvieron trabajos en Screen Gems, donde Tashlin se desempeñó como productor principal, mientras que Hubley actuó como director de estudio. Tashlin ayudó a Screen Gems a obtener más éxito al presentar los cortometrajes animados de The Fox and the Crow, las estrellas más importantes de Screen Gems. Tashlin mantuvo su posición hasta su despido por Columbia Pictures a favor de Dave Fleischer en 1942. Las caricaturas de Screen Gems tuvieron un éxito moderado y nunca superaron el talento artístico de Disney, Warner Bros. o MGM. Columbia Pictures siguió distribuyendo sus caricaturas hasta cerrar el estudio en 1946, aunque continuó distribuyendolas hasta 1949, y comenzó a buscar una nueva compañía de producción de dibujos animados; encontrando como sucesor el estudio UPA.

### Walter Lantz Productions

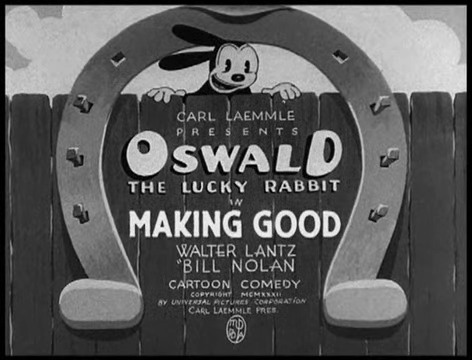
Presentación de los cortometrajes animados de Oswald el conejo afortunado bajo la producción de Walter Lantz.

En 1929, Walter Lantz reemplazó a Charles Mintz como productor de dibujos animados para Universal Studios. El personaje principal de Lantz en este momento fue Oswald el conejo afortunado, cuyos dibujos animados anteriores habían sido producidos tanto por Walt Disney y Ub Iwerks como por Mintz. Lantz también comenzó a experimentar con dibujos animados a color, y el primero, llamado Jolly Little Elves, fue estrenado en 1934. En 1935, Lantz hizo que su estudio fuera independiente de Universal Studios, y estos eran ahora solo los distribuidores de sus dibujos animados en lugar de su dueño directo.
En la década de 1940, Oswald comenzó a perder popularidad. Lantz y su equipo trabajaron en varias ideas para posibles nuevos personajes de dibujos animados (entre ellos Pooch the Pup, Meany, Miny y Moe y Baby-Face Mouse). Finalmente, uno de estos personajes logró alcanzar el éxito: el personaje Andy Panda, que se transmitió en Technicolor. Por muy exitoso que fuera Andy, no fue sino hasta la quinta caricatura del personaje, Knock Knock, que se introdujo un verdadero personaje innovador. Este no era otro que el Pájaro Loco, quien se convirtió en la creación más exitosa de Lantz. Durante esta época, Lantz creó la serie Swing Symphony (para competir con las Silly Symphonies de Disney), teniendo el cortometraje animado Juke Box Jamboree nominado a los Premios Óscar. Otras series notables del estudio incluyen: Cartune Classics, New Universal Cartoon, Foolish Fables, Maw y Paw, Maggie y Sam, Windy y Breezy, Inspector Willoughby, Hickory, Dickory y Doc, The Beary Family o las adaptaciones animadas del cómic Space Mouse.

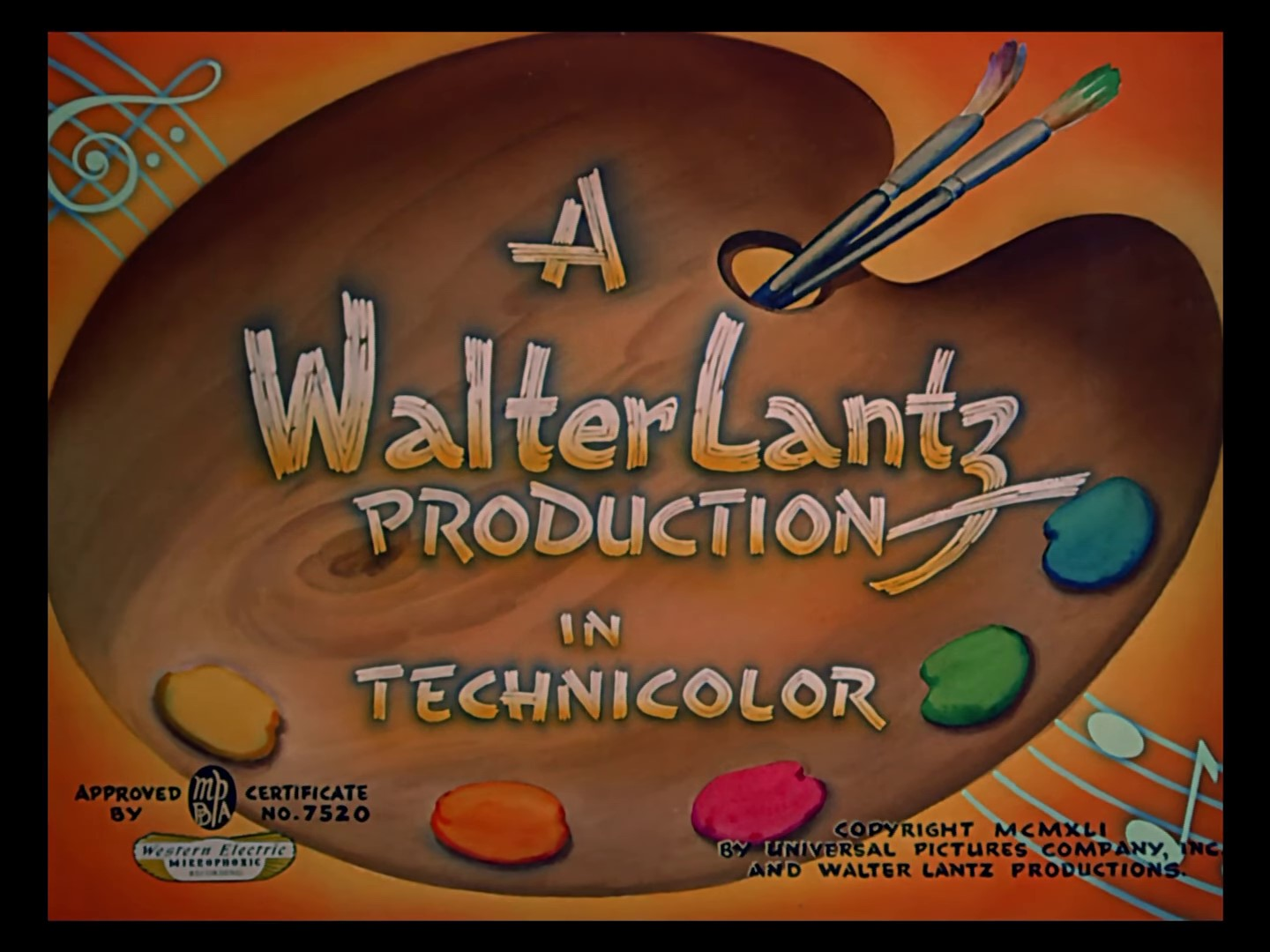
Presentación de los cortometrajes animados de Walter Lantz.

El estudio Walter Lantz cerró a fines de 1948 debido a problemas financieros y United Artist se convirtió en el nuevo distribuidor de las anteriores caricaturas de Lantz. Se abrió nuevamente en 1950 con un personal reducido, principalmente porque Lantz pudo firmar un acuerdo con Universal (en este momento conocido como Universal-International) para más dibujos animados del Pájaro Loco, comenzando con Puny Express (1951) y más tarde con el personaje Chilly Willy, creado por Paul J. Smith. El Pájaro Loco continuaría apareciendo en cortometrajes animados teatrales hasta 1972, cuando Lantz cerró su estudio permanentemente. Afortunadamente para Lantz, la popularidad del Pájaro Loco se alargó cuando comenzó a aparecer en The Woody Woodpecker Show entre 1957 a 1958, desde donde entró en la sindicación hasta 1966. NBC revivió el programa dos veces: en 1970 y 1976, y finalmente, en 1985, Lantz vendió todas las producciones del Pájaro Loco a Universal Studios, tras formar parte de MCA. 
A lo largo de la historia del estudio, mantuvo la reputación de una calidad media en sus trabajos. Sus dibujos animados fueron considerados superiores a los de Famous Studios y Terrytoons, pero no obtuvieron el mismo reconocimiento artístico que los creados por Disney o Warner Bros.. Sin embargo, el estudio se veía beneficiado con la llegada de personas de otros estudios, debido a la diferencia entre Lantz y otros productores como Walt Disney, Fred Quimby y Eddie Selzer. Asimismo, Tex Avery fue uno de los muchos talentos que llegaron al estudio. Además, Walter Lantz también enseñaba el procesamiento de los dibujos animados a los espectadores, convirtiéndose en una de las figuras más memorables del cine de animación.

### Warner Bros. Cartoons

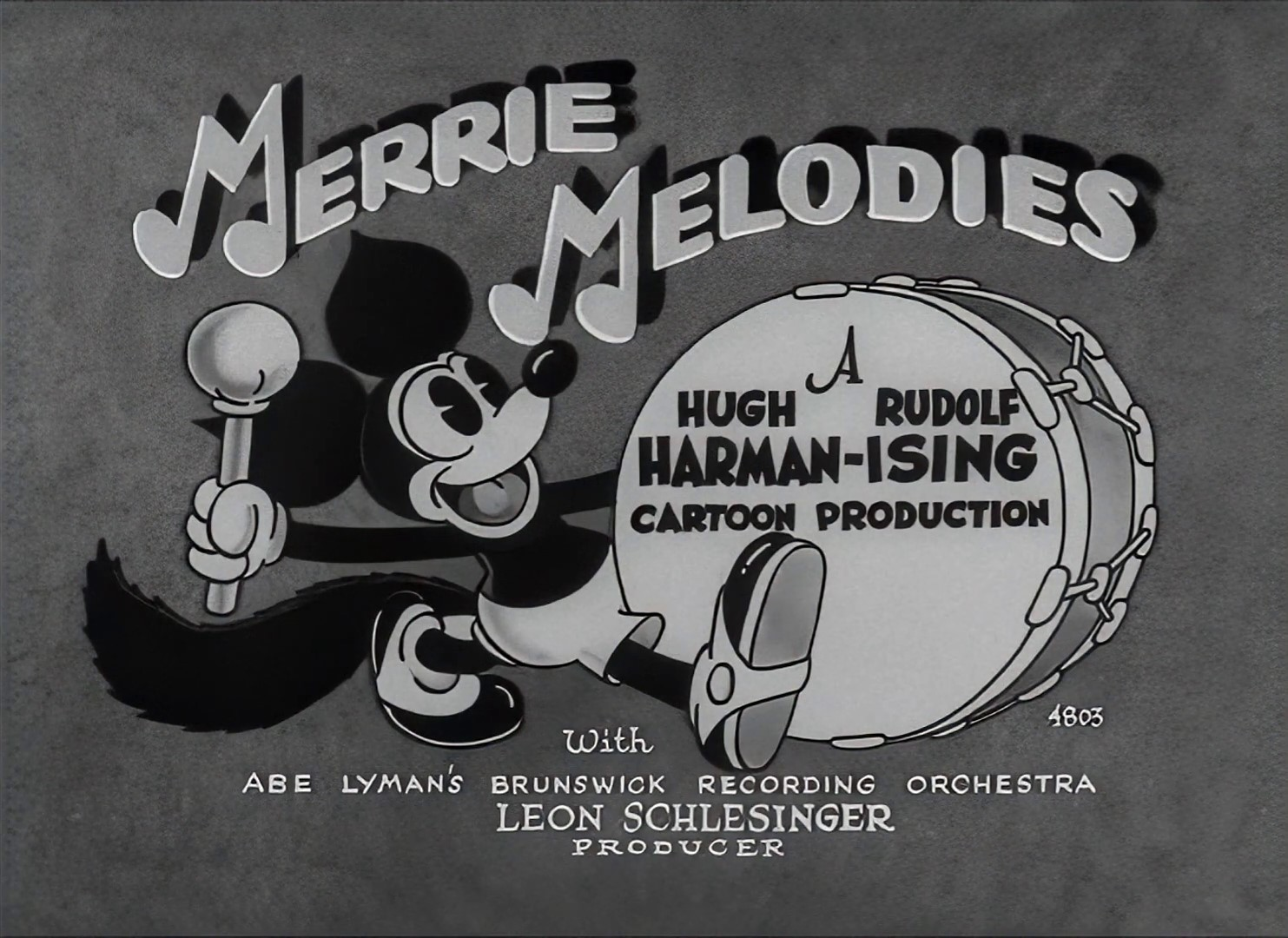
Presentación de los cortometrajes animados en la serie Merrie Melodies, con Foxy.

En 1929, los exanimadores de Disney Hugh Harman y Rudolf Ising hicieron una caricatura titulada Bosko, the Talk-Ink Kid, y trataron de venderla a un distribuidor en 1930. Warner Bros., que previamente había intentado sin éxito establecer un estudio de dibujos animados en Nueva York para competir con Disney, acordó distribuir la serie. Bajo la guía del productor Leon Schlesinger, Harman e Ising crearon los Looney Tunes (el título es una variación de las Silly Symphonies de Disney) protagonizada por su personaje Bosko. Una segunda serie de Harman-Ising, Merrie Melodies, siguió en 1931. Ambas series mostraron la fuerte influencia de las primeras películas de Disney, especialmente, con el personaje Foxy tras sus apariciones en Lady, Play Your Mandolin!, Smile, Darn Ya, Smile! (basado en un cortometraje animado de Oswald, Trolley Troubles) y One More Time.
Después de disputas sobre el presupuesto, Harman e Ising se separaron de Schlesinger en 1933, llevándose a Bosko con ellos para trabajar con Metro-Goldwyn-Mayer (MGM). Schlesinger comenzó su propia operación de dibujos animados bajo el nuevo nombre de Leon Schlesinger Productions, contratando al animador Friz Freleng y varios otros para dirigir el estudio. El animador Tom Palmer creó un clon de Bosko conocido como Buddy y respondió al uso de color de Disney en las caricaturas de Silly Symphonies en 1934, comenzando a hacer todas las futuras caricaturas de Merrie Melodies en color. Sin embargo, dado que Disney tuvo un trato exclusivo con Technicolor, Schlesinger se vio obligado a utilizar Cinecolor y Two Strip Technicolor hasta 1935, cuando expiró el contrato de Disney con Technicolor. En 1935, Schlesinger despidió a Tom Palmer y Buddy fue desechado.
En una de las Merrie Melodies de 1935, dirigido por Friz Freleng, titulado I Haven't Got a Hat, fue la primera aparición en pantalla de Porky Pig. También en 1935, Schlesinger contrató a un nuevo director de animación que procedió a revitalizar el estudio: Tex Avery. Schlesinger puso a Avery a cargo de los Looney Tunes de bajo presupuesto en un viejo y deteriorado edificio que los animadores llamaron "Termite Terrace". Bajo Avery, Porky Pig reemplazaría la serie Buddy y se convertiría en el primer personaje de dibujos animados de Warner Bros. en alcanzar el poder de las estrellas de cine. También en "Termite Terrace", el animador Bob Clampett rediseñó a Porky a un personaje más lindo e inocente. 

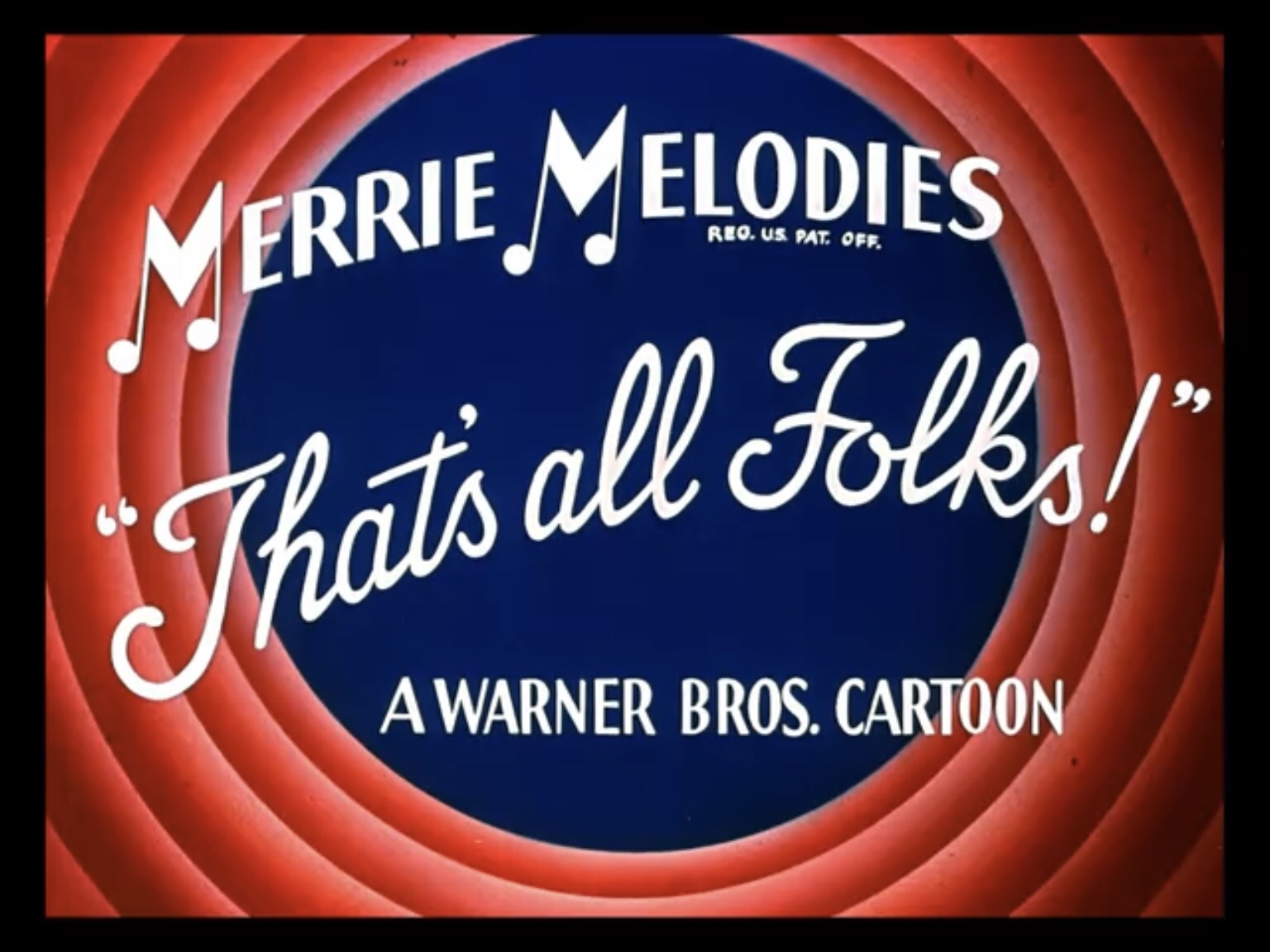
Clausura de los cortometrajes animados en la serie Merrie Melodies.

A diferencia de los otros productores de dibujos animados de la época, Avery no tenía intención de competir con Disney, sino que traía un nuevo y alocado estilo de animación al estudio que aumentaría la popularidad de las caricaturas de Warner Bros. en el concurrido mercado. Esto se estableció firmemente en 1937 cuando Tex Avery dirigió Porky's Duck Hunt, dando inicio a la creación del personaje Pato Lucas. Después de su creación, agregaría aún más éxito a las caricaturas de Warner Bros. y reemplazaría a Porky Pig como el personaje animado más popular del estudio. Bob Clampett se hizo cargo de "Termite Terrace", mientras que Tex Avery se hizo cargo del departamento de Merrie Melodies.
La caricatura de 1940 nominada a los Premios Óscar, A Wild Hare (dirigida por Avery) marcó el debut oficial de Bugs Bunny. Bugs rápidamente reemplazó a Lucas como la estrella principal del estudio. En 1942, Bugs se había convertido en el personaje de dibujos animados más popular. Debido al éxito de Bugs, Lucas y Porky, el estudio Schlesinger había alcanzado nuevas alturas, y Bugs se convirtió rápidamente en la estrella de las caricaturas de Merrie Melodies, que también se habían utilizado para apariciones de personajes no continuos. En 1942, los cortos de Warner Bros. habían superado las ventas y la popularidad de Disney.
Frank Tashlin también trabajó con Avery en el departamento de Merrie Melodies. Comenzó en Warner Bros. en 1933 como animador, pero fue despedido y se unió a Ub Iwerks en 1934. Tashlin regresó a Warner Bros. en 1936, asumiendo la dirección del departamento de Merrie Melodies. Regresó en 1943 dirigiendo las caricaturas de Porky Pig y el Pato Lucas. Se fue en 1946 para dirigir películas de acción en vivo mientras que Robert McKimson se hizo cargo de su antigua unidad. Clampett fue despedido en ese mismo año y Arthur Davis se hizo cargo de su unidad durante tres años antes de que la gerencia pensara que solo debería haber tres directores. McKimson creó muchos personajes recurrentes, como el Gallo Claudio y el Perro George, Speedy Gonzales, Silvestre Jr. o Taz el demonio de Tasmania. 

Sello postal albanés de Bugs Bunny.

Después de varias disputas con Schlesinger por el presupuesto, Avery dejó Warner Bros. en 1941 y se fue a trabajar al estudio de animación de Metro-Goldwyn-Mayer. Avery creó a Droopy en 1943 y muchos otros personajes durante su carrera de 12 años en MGM. Schlesinger vendió su estudio a Warner Bros. en agosto de 1944. Edward Selzer fue nombrado a su vez el nuevo productor. En este momento, los mejores directores de caricaturas de Warner Bros. en las décadas de 1940 y 1950 fueron Friz Freleng, Chuck Jones y Bob Clampett. Sus dibujos animados son considerados grandes clásicos audiovisuales. Dirigieron algunos de los cortos animados más queridos de todos los tiempos, incluyendo: (por Clampett) Porky in Wackyland, A Corny Concerto, The Great Piggy Bank Robbery o The Big Snooze; (por Freleng) You Ought to Be in Pictures, Little Red Riding Rabbit, Birds Anonymous o Knighty Knight Bugs y (por Jones) Duck Amuck, Duck Dodgers in the 24½th Century, One Froggy Evening o What's Opera, Doc?. Durante esta época aparecerían en pantalla: Piolín y el gato Silvestre, Elmer Fudd, Abuelita, el Coyote y el Correcaminos, Petunia Pig, la Pata Melisa, Pepe Le Pew y Penelope Pussycat, Yosemite Sam, la Bruja Hazel, Rocky y Mugsy, Gossamer, Marvin el Marciano y K-9, además de un prototipo de Lola Bunny. En 1960, el estudio realizó The Bugs Bunny Show, la primera serie animada creada por el estudio a finales de la era dorada de la televisión.
Después de más de dos décadas en la cima, Warner Bros. cerró el estudio original "Termite Terrace" en 1963 y DePatie-Freleng Enterprises asumió la producción de los cortometrajes desde 1964 hasta 1967, con licencia de Warner Bros., y más tarde con el estudio Warner Bros.-Seven Arts en una animación de menor presupuesto hasta 1969. Sin embargo, los nuevos dibujos animados de Warner Bros. en ambos estudios fueron menos populares a diferencia de sus antecesores.

### MGM Cartoon Studio

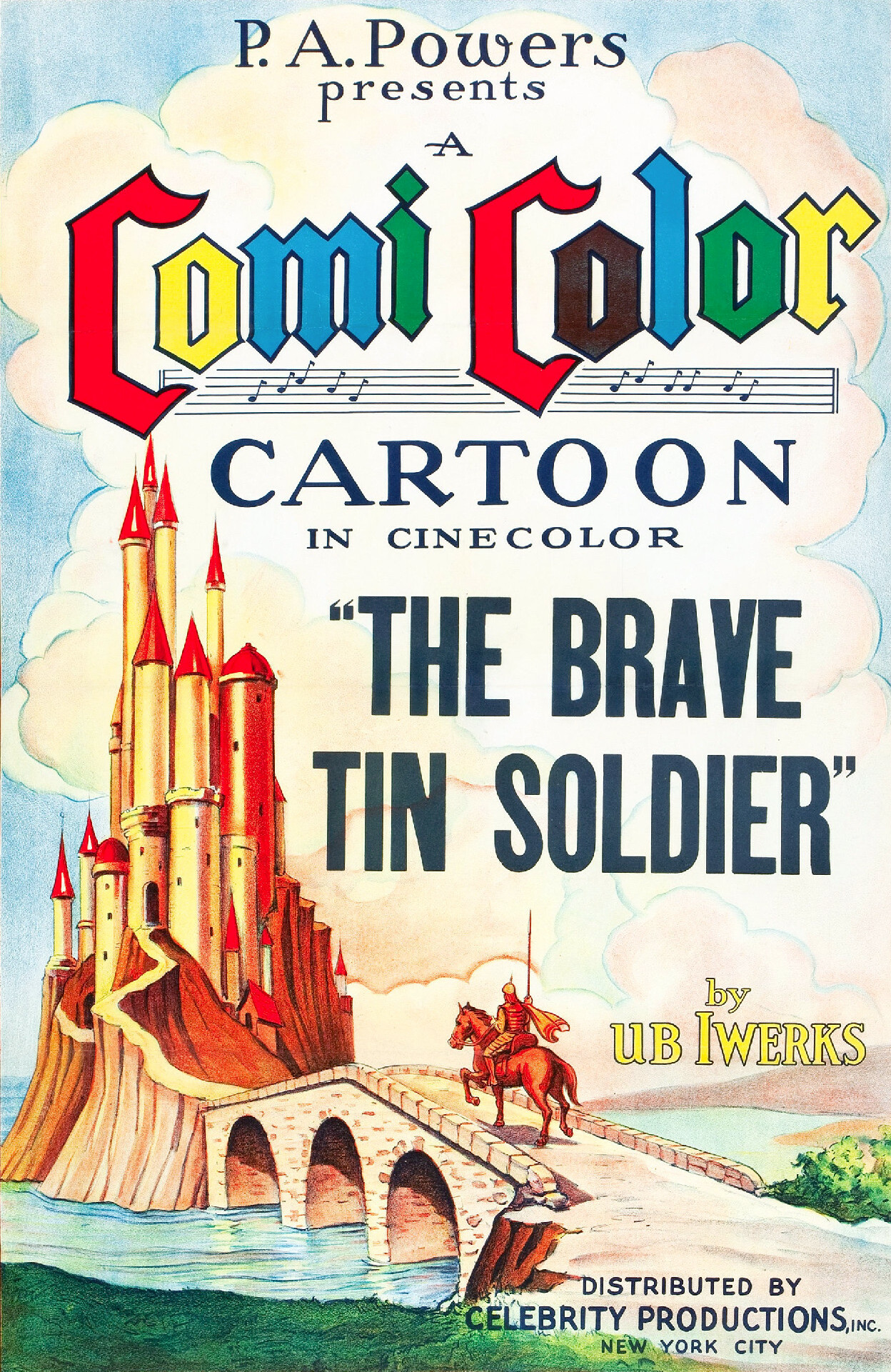
Cartel publicitario de un cortometraje animado en la serie ComiColor.

Al principio, Mickey Mouse fue animado por el socio y amigo de Walt Disney, Ub Iwerks, quien también era un innovador técnico en caricaturas, y dibujó un promedio de 600 dibujos para Disney diariamente. Disney fue responsable de las ideas en las caricaturas, e Iwerks fue responsable de darles vida. Sin embargo, Iwerks dejó el estudio de Disney en 1930 para formar su propia compañía, que fue respaldada financieramente por el propietario de Celebrity Pictures, Pat Powers. Después de su partida, Disney finalmente encontró varios animadores diferentes para reemplazar a Iwerks. Iwerks produciría tres series de dibujos animados durante la década de 1930: Flip the Frog, Willie Whopper y la ComiColor (en la que se representó la primera adaptación animada de Don Quijote de la Mancha) para Metro-Goldwyn-Mayer (MGM). Sin embargo, ninguna de estas caricaturas podría igualar el éxito de las caricaturas de Disney o Fleischer Studios, y en 1933, MGM, el distribuidor de caricaturas de Iwerks desde 1930, terminó la distribución de sus caricaturas e Iwerks se fue después de que su contrato expirara en 1934. Después de su estancia con MGM, Celebrity Pictures distribuyó los dibujos animados de Iwerks, e Iwerks respondería al uso de Technicolor por parte de Disney y continuaría la serie ComiColor, que transmitía dibujos animados en Cinecolor de dos bandas Sin embargo, en 1936, el estudio de Iwerks comenzó a experimentar reveses financieros y se cerró después de que Pat Powers retirara la ayuda financiera al estudio. Iwerks regresó a Disney en 1940, donde trabajó como jefe de la división de "desarrollo de efectos especiales" hasta su muerte en 1971.
Después de que MGM retirara a Iwerks, contrataron a Harman e Ising tras dejar el estudio de Leon Schlesinger en Warner Bros. y los nombraron jefes del estudio. Comenzaron a producir dibujos animados de Bosko y la serie Happy Harmonies (que era un emulativo de Silly Symphonies de Disney). Sin embargo, no lograron triunfar en los cines y en 1937 ambas series se suspendieron, y MGM reemplazó a Harman e Ising por Fred Quimby. Este, después de hacerse con el cargo, mantuvo parte del personal de Harman e Ising y buscó talentos en otros estudios de animación. Creó una adaptación animada de la serie de cómics The Katzenjammer Kids, a la que tituló The Captain & The Kids. La serie no tuvo éxito. Sin embargo, en 1939, Quimby obtuvo éxito luego de volver a contratar a Harman e Ising. Después de regresar a MGM, Ising también creó la primera estrella animada exitosa de MGM, Barney Bear.

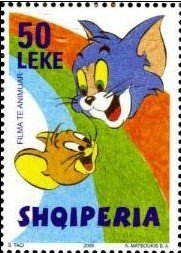
Sello postal albanés de Tom y Jerry.

En 1939, William Hanna y Joseph Barbera comenzaron una asociación que duraría más de seis décadas, hasta el fallecimiento de Hanna en 2001. El primer dibujo animado del dúo fue Puss Gets the Boot (1940), presentando un ratón sin nombre para burlar a un gato llamado Jasper. Aunque fue lanzado sin fanfarria, el corto tuvo un éxito financiero y crítico, ganando una nominación a los Premios Óscar como mejor cortometraje animado en 1940. Con la fuerza de la nominación al Óscar y la demanda del público, Hanna y Barbera se propusieron producir un producto de larga duración. Una serie de dibujos animados con una pareja de gato y ratón, bautizando pronto a los personajes Tom y Jerry. Puss Gets the Boot no ganó el Premio Óscar de 1940 al mejor cortometraje animado, pero sí otro dibujo animado de MGM, The Milky Way (1940), de Rudolf Ising, convirtiendo al estudio de animación de Metro-Goldwyn-Mayer en ser el primero en arrebatar el Premio Óscar a los estudios Disney. 
Después de aparecer en Puss Gets the Boot, Tom y Jerry se convirtieron rápidamente en las estrellas de los dibujos animados de MGM. Con Hanna y Barbera a sus espaldas, el estudio de dibujos animados de MGM finalmente pudo competir con Disney en el campo de los dibujos animados. Los cortometrajes tuvieron éxito en la taquilla, muchos productos con licencia (cómics, juguetes, etc.) se lanzaron al mercado, y la serie ganó doce nominaciones más al Premio Óscar por Cortometrajes Animados, con siete de los Tom y Jerry ganando: The Yankee Doodle Mouse (1943), Mouse Trouble (1944), Quiet Please! (1945), The Cat Concerto (1946), The Little Orphan (1948), The Two Mouseketeers (1951) y Johann Mouse (1952). Tom y Jerry finalmente se relacionaron con la Silly Symphonies de Disney como la serie de dibujos animados teatrales más premiada. Hanna y Barbera también produjeron para el estudio de MGM media docena de cortos dramáticos además de la serie Tom y Jerry, incluyendo: Gallopin' Gals (1940), Officer Pooch (1941), War Dogs (1943) y Good Will to Men (1955) (este último siendo un remake del cortometraje animado Peace on Earth de Harman e Ising). Fred Quimby se retiró en 1955, con Hanna y Barbera reemplazando su cargo de los dibujos animados restantes (incluidos los últimos siete episodios de Droopy) hasta 1957, cuando el estudio cerró y dio paso al sucesor Hanna-Barbera, poniendo fin a todas las producciones de animación. Los dibujos animados de Tom y Jerry serían continuados, bajo licencia de MGM, por William L. Snyder desde 1961 a 1962 y Chuck Jones desde 1963 a 1967. Sin embargo, ambos animadores no lograron superar la calidad y el argumento de los dibujos animados antecesores. 
La clave del éxito de Tom y Jerry y otras caricaturas de MGM fue el trabajo de Scott Bradley, que anotó virtualmente todos los dibujos animados para el estudio desde 1934 a 1957. Los puntajes de Bradley hicieron uso de las sensibilidades clásica y jazzística. Además, a menudo usaba canciones de las partituras de los largometrajes de MGM, la más frecuente de ellas era "The Trolley Song" de Meet Me in St. Louis (1944) y "Sing Before Breakfast" de Melodías de Broadway (1936). 
Mientras tanto, Tex Avery llegó a MGM en 1942 y revitalizó el estudio de dibujos animados con la misma chispa que había infundido en los estudios de Warner Bros. Cartoons. Las obras maestras surrealistas y salvajes de Tex Avery de sus días en MGM establecen nuevos estándares para el entretenimiento "adulto" en los dibujos animados de la era del Código Hays, especialmente, cuando MGM estrenó el cortometraje animado Red Hot Riding Hood en 1943. A Tex Avery no le gustó usar personajes recurrentes, pero permaneció fiel a un personaje a lo largo de su carrera en MGM con Droopy, que fue creado en Dumb-Hounded (1943). Tex también creó la Ardilla Loca en 1944, pero Tex le tenía menos cariño y suspendió la serie después de cinco caricaturas. Él también creó el dúo George y Junior en 1946, pero solo cuatro caricaturas se produjeron. En 1953, MGM cerró el departamento de Tex Avery.

### United Productions of America
En 1943, John Hubley dejó Screen Gems y formó un estudio con los antiguos animadores de Disney: Stephen Bosustow, David Hilberman y Zachary Schwartz, quienes, al igual que Hubley, habían dejado Disney durante la huelga de animadores en 1941. El estudio que Hubley fundó era un estudio de animación más nuevo y más pequeño que se enfocaba en perseguir la propia visión de Hubley de probar estilos de animación más abstractos y experimentales. Bosustow, Hilberman y Schwartz nombraron al nuevo estudio como Film and Poster Service, o IFPS. Artísticamente, el estudio utilizó un estilo de animación que se conoce como animación limitada. El primer corto del estudio recién formado fue Hell-Bent for Election (dirigida por el veterano de Warner Bros., Chuck Jones), una caricatura hecha para la campaña de reelección de Franklin D. Roosevelt. Aunque esta nueva película fue un éxito, no rompió los límites que Hubley y sus colaboradores esperaban. No fue hasta el tercer cortometraje, Brotherhood of Man, de Bobe Cannon, que el estudio comenzó a producir cortos estilizados agresivamente en contraste con las películas de los otros estudios. La película de Cannon incluso realizaba un mensaje de tolerancia racial. En 1946, el estudio pasó a llamarse United Productions of America (UPA), y Hilberman y Schwartz vendieron sus acciones del estudio a Bosustow.
En 1948, UPA también encontró alianza con Columbia Pictures y comenzó a producir dibujos animados teatrales para el público en general, además de usar temas de propaganda y entrenamiento bélico. UPA también ganó dos nominaciones a los Premios Óscar por nuevas caricaturas de Fauntleroy Fox y Crawford Crow (ambos personajes originales del estudio Screen Gems) durante sus primeros dos años en producción. A partir de ahí, los animadores de UPA comenzaron a producir una serie de dibujos animados que inmediatamente se destacaron entre los demás dibujos realistas. El éxito de la serie Mr. Magoo de UPA hizo que todos los demás estudios tomaran nota y, cuando Gerald McBoing-Boing, cortometraje de UPA, ganó un Premio Óscar, el efecto en Hollywood fue inmediato y electrizante. El estilo de UPA era notablemente diferente de todos los demás dibujos de los otros estudios y el público respondió al cambio que UPA ofrecía a partir de la repetición de las habituales batallas gato-ratón. Mr. Magoo continuaría siendo el personaje de dibujos animados más exitoso del estudio.
Sin embargo, UPA sufriría un gran golpe después de que John Hubley fuera despedido del estudio en 1952, debido a sospechas de que tenía vínculos con el comunismo. Stephen Bosustow se hizo cargo del estudio, pero no tuvo tanto éxito como Hubley y el estudio finalmente fue vendido a Henry Saperstein. No obstante, en 1953, UPA había ganado gran influencia dentro de la industria. Los estudios de dibujos animados de Hollywood gradualmente se alejaron de los dibujos con exuberantes y realistas detalles de la década de 1940 a un estilo de animación menos realista. En este momento, incluso Disney estaba tratando de imitar a UPA. Particularmente, las producciones en animación Melody y Toot, Whistle, Plunk and Boom (ambas de 1953) fueron experimentos de estilización que siguieron los pasos del estudio.
UPA fue responsable de animar secuencias y créditos de apertura para otras producciones de cine y televisión, como en The Twilight Zone. Las últimas producciones de UPA incluyen los largometrajes animados Las 1001 Noches (1959) y Mewsette en París (1962), además de la primera adaptación animada del cómic Dick Tracy y la producción de series animadas de Mr. Magoo para televisión.

### Republic Pictures
En 1946, Republic Pictures incorporó la animación en su película Sioux City Sue. Al año siguiente, el ex de Warner Bob Clampett se marchó a Republic Pictures y terminó dirigiendo una única caricatura para iniciar una nueva serie de dibujos animados, It's a Grand Old Nag (1947), protagonizado por el personaje Charlie Horse. Sin embargo, la administración de Republic Pictures estuvo endeudada debido a la disminución de sus ganancias y suspendió la serie.
Republic Pictures también hizo otra serie de dibujos animados en 1949 (esta vez sin Clampett) llamada Jerky Journeys, pero solo se hicieron cuatro caricaturas antes de que el estudio abandonase el proyecto.

### Jay Ward Productions
La animación en televisión se remonta, por lo menos, desde 1938 con la prueba experimental de ocho minutos de Chad Grothkopf con Willie the Worm, citada como la primera película animada creada para la televisión, y se exhibió en NBC. Sin embargo, Jay Ward Productions, fundada en 1948, creó la primera serie animada específicamente para la televisión con Crusader Rabbit en 1950. También fue la primera serie animada televisiva que utilizó la técnica de animación limitada. Esta serie animada inspiró a otros pequeños estudios de animación televisiva independientes para series animadas, como Adventures of Pow Wow, The Adventures of Paddy the Pelican y Bucky y Pepito (las tres del animador Sam Singer), además de Gumby (producida en plastimación).
El concepto de una serie animada hecha para la televisión provino del animador Alex Anderson, quien trabajó para Terrytoons. La serie propuesta fue rechazada y el estudio prefirió permanecer en la animación cinematográfica. En consecuencia, Anderson fue con Jay Ward para crear una alianza: Anderson estaba a cargo de la producción y Ward se encargaba de la financiación. Ward se convirtió en gerente y productor comercial, uniéndose a Anderson para formar "Television Arts Productions" en 1947. Intentaron encontrar un distribuidor, presentándose inicialmente como parte de una serie propuesta, The Comic Strips of Television, que presentó una versión inicial de Dudley Do-Right para la cadena de televisión NBC, con Jerry Fairbanks como el "productor supervisor" de la red. NBC no transmitió Crusader Rabbit en su red, pero permitió que Fairbanks vendiera la serie en sindicación nacional, con muchos afiliados de NBC, incluidos los de Nueva York y Los Ángeles, que la transmitieron para las exhibiciones locales. No obstante, Jay Ward Productions permaneció centrada en la producción de esta serie animada (con 195 episodios) y no fue hasta 1959 cuando pasaría a producir las primeras versiones de The Rocky and Bullwinkle Show, que empezarían a producirse con una animación limitada cada vez menos sofisticada a medida que comenzaba la década de 1960.

### Hanna-Barbera

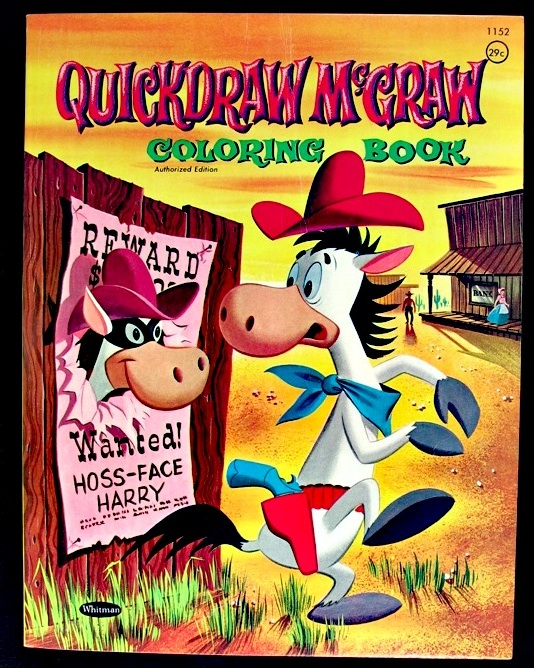
Libro de Tiro Loco McGraw.

De todos los estudios de animación televisiva que surgieron durante la era dorada de la televisión, sólo Hanna-Barbera logró tener éxito. El período clásico de sus series animadas tenían como principal objetivo imitar al cine de animación, al igual que las series de televisión de la misma época imitaban al cine de Hollywood. Esto se hizo notable en sus primeras animaciones hasta 1962, como Ruff y Reddy, Huckleberry Hound, Tiro Loco McGraw, El Oso Yogui, Don Gato y El Lagarto Juancho, en las que cada personaje se basaba en una celebridad del cine y la televisión. Estas producciones también obtuvieron sus propios efectos sonoros con slapstick y permanecieron constreñidas a la forma clásica de dibujos animados teatrales de 7 minutos (aprox.). El estudio también creó la primera serie animada en horario estelar con Los Picapiedra en 1960 (creando una versión futurista con Los Supersónicos en 1962) y formó una alianza con Columbia Pictures para distribuir sus dibujos animados; mediante Screen Gems en la televisión y los cortometrajes animados teatrales de Loopy De Loop para el cine. Además, varias de estas series televisivas se convirtieron en las primeras animaciones en ganar los Premios Emmy. Cabe señalar que Hanna y Barbera también fueron responsables de animar los créditos de apertura de exitosas series televisivas de la época, como Yo amo a Lucy y Bewitched. Asimismo, el estudio también quiso contribuir en la producción de largometrajes animados basados en sus series de televisión, con Hey There, It's Yogi Bear (1964) y The Man Called Flintstone (1966).

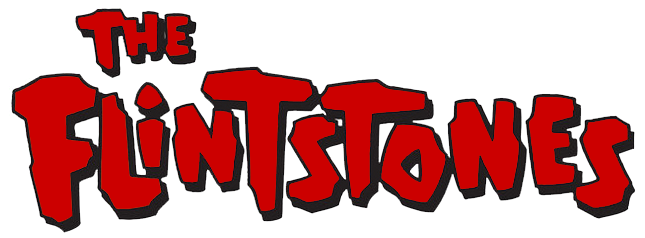
Logo de la serie animada Los Picapiedra.

Sin embargo, en 1959 y a principios de los años 1960, empezaron a surgir nuevos estudios de animación para iniciar la competencia en animación televisiva, los cuales, provocaron un alto rendimiento en la producción de series animadas mediante el uso de la animación limitada. Para mediados de los años 1960, la fama de las caricaturas de sábado por la mañana se elevó y la mayoría de los estudios de animación estadounidenses se centraron exclusivamente en la televisión. Si bien existen discrepancias sobre la extensión de su etapa clásica, pues Hanna-Barbera siguió produciendo series basadas en el cine, como La Hormiga Atómica, Laurel y Hardy, Abbott y Costello o Los autos locos, el propio estudio empezaría a abandonar este distintivo inicial para competir por completo en el campo televisivo, además de que su contrato con Columbia Pictures expiró en 1967.

### DePatie-Freleng Enterprises

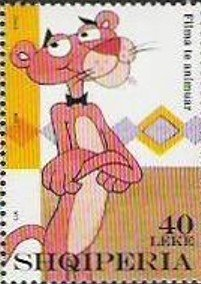
Sello postal albanés de la Pantera Rosa.

La década de los años 1960 vio algunas chispas creativas en el medio cinematográfico, en particular de DePatie-Freleng Enterprises (DFE). Pese a no tener éxito con la producción de nuevos cortometrajes animados de los Looney Tunes y las Merrie Melodies, bajo contrato de Warner Bros., su primer y más exitoso proyecto fue animar los títulos iniciales de la película de 1963 La pantera rosa, protagonizada por Peter Sellers. La película y sus secuencias animadas tuvieron tanto éxito que United Artists encargó al estudio la producción de una serie de dibujos animados con el personaje de la Pantera Rosa. El primer cortometraje, The Pink Phink (1964), ganó el Premio Óscar de 1964. Junto a esta serie, el estudio también produjo otras exitosas series de dibujos animados teatrales, como El Inspector (1965) y La hormiga y el oso hormiguero (1969). Sin embargo, el departamento de animación de DFE se incorporó a la competencia de la animación televisiva desde 1966, reduciendo su presupuesto en este campo con la animación limitada, mientras que el resto de sus cortometrajes teatrales: Roland and Rattfink (1967), Tijuana Toads (1969), The Blue Racer (1972), Hoot Kloot (1973) y El Padrino (1974), no obtuvieron la misma fama.
La Pantera Rosa fue una contribución notable a la forma artística de la animación. Los principales directores de animación como Hawley Pratt, Gerry Chiniquy, Robert McKimson y Sid Marcus contribuyeron a un estilo distintivo, apoyado por el escritor John W. Dunn. La Pantera Rosa también permaneció constreñida a la forma clásica de dibujos animados teatrales de 6 minutos (aprox.). El historiador de animación Jerry Beck ha considerado a la Pantera Rosa como "el último gran personaje de dibujos animados de Hollywood" y, por lo tanto, de la era dorada de la animación estadounidense.

## Tendencias audiovisuales

### Cine sonoro y Technicolor

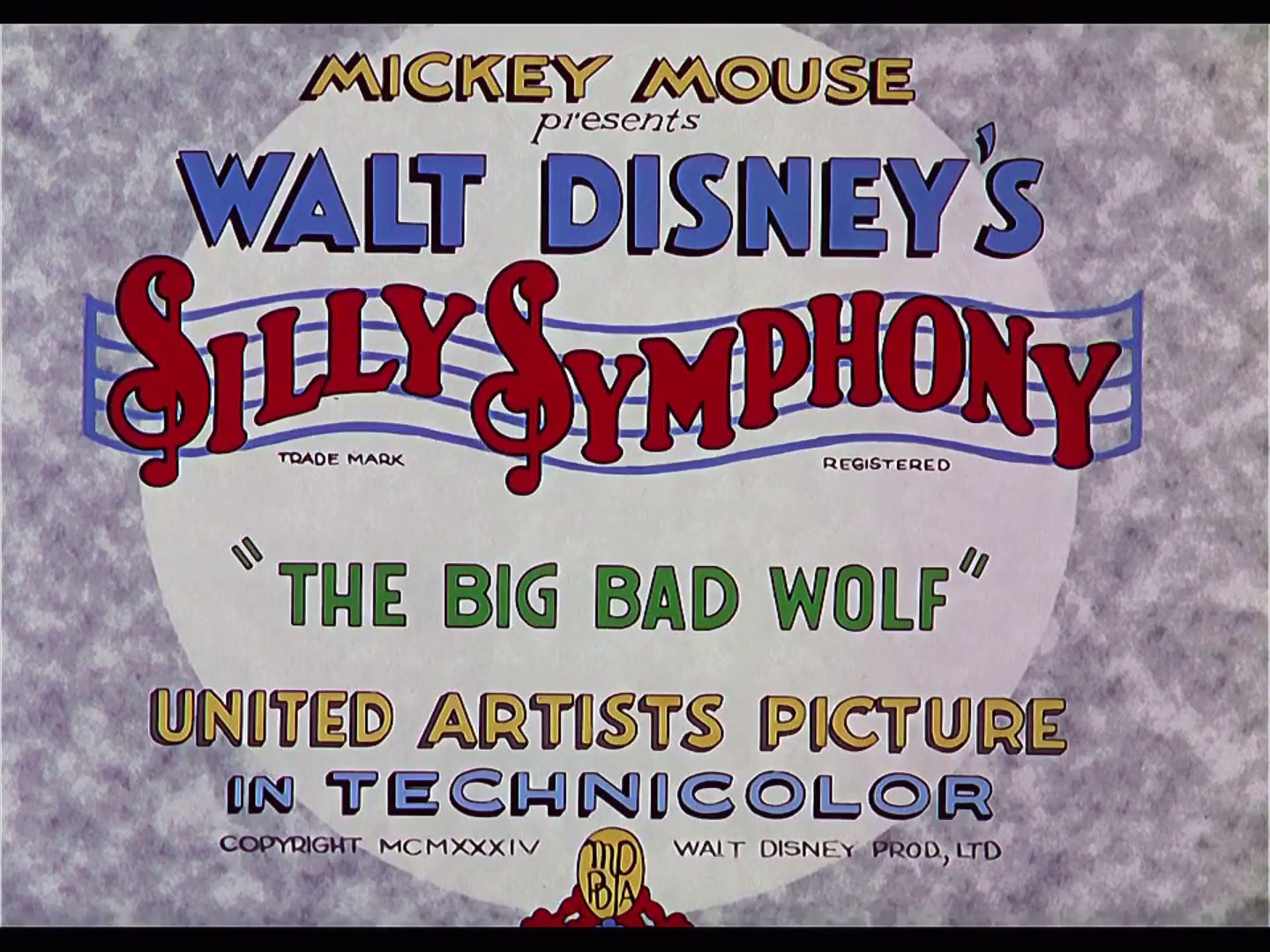
Presentación de un cortometraje animado de Silly Symphonies en Technicolor.

Si bien la gran parte del enfoque en una caricatura animada está en las imágenes, los talentos vocales y los puntajes sinfónicos que acompañan a las animaciones fueron muy importantes para el éxito de las caricaturas del cine sonoro, atrayendo tanto a actores de voz como a impresionistas. Por ejemplo, Mel Blanc dio voz a la mayoría de los personajes más populares de Warner Bros., incluidos Bugs Bunny, Porky Pig o el Pato Lucas. Otras personalidades del vodevil y la radio contribuyeron a la popularidad de las películas animadas en la era dorada. Algunos de estos actores incluyen: Arthur Q. Bryan, Bea Benaderet, Bill Thompson, Cliff Edwards, Daws Butler, Eva Gabor, Fats Waller, Grace Stafford, Jim Backus, June Foray, Mae Questel, Sara Berner, Stan Freberg o The Andrews Sisters.
Las caricaturas de esta época también incluyeron partituras musicales interpretadas por orquestas de estudio. Carl Stalling en Warner Bros. y Scott Bradleyes en MGM compusieron numerosas bandas sonoras para dibujos animados, creando material original e incorporando melodías familiares, clásicas y populares. Muchos de los primeros dibujos animados, especialmente los de la serie Silly Symphonies de Disney, fueron producidos alrededor de piezas clásicas. De hecho, e incluso Chevrolet realizó cortometrajes animados en música y en color como publicidad para sus automóviles.

### Efectos especiales y stop motion

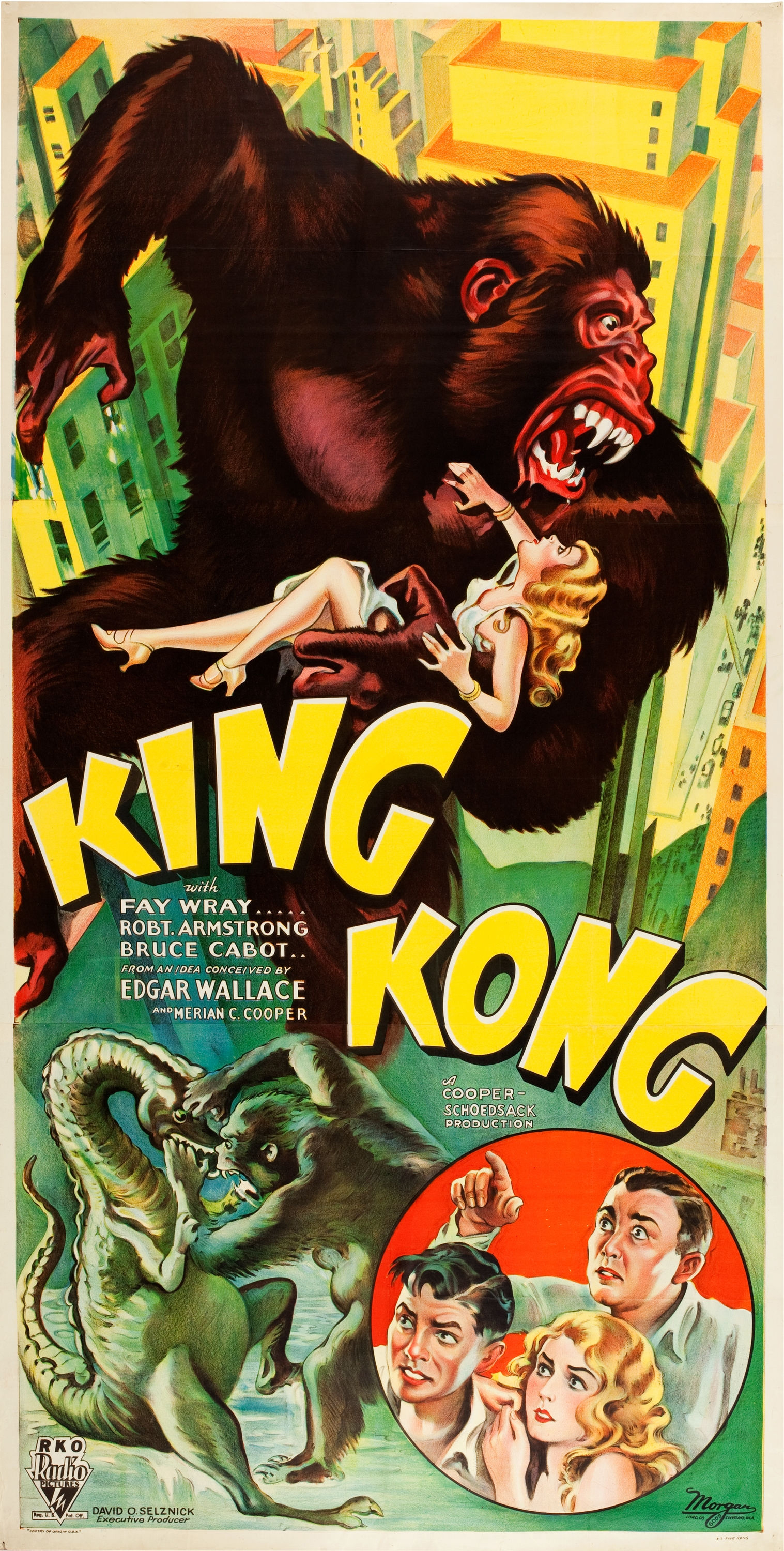
Cartel publicitario sobre la primera versión de King Kong.

La exclusividad de la animación también dio como resultado el desarrollo de una industria hermana que se utilizaba casi exclusivamente para los efectos especiales, el stop motion. A pesar de sus similitudes, los personajes de stop motion y animación tradicional rara vez se unieron durante la era dorada de Hollywood, la animación stop motion se elevó con el éxito en taquilla de la película King Kong, en la que el animador Willis O'Brien realizó las principales técnicas de este tipo de animación, siendo utilizadas durante los años 1950. El éxito de King Kong dio lugar a una serie de otras películas de efectos especiales, incluyendo El gran gorila, que también fue animado por O'Brien y ayudó a comenzar las carreras de varios animadores, incluido Ray Harryhausen, quien se hizo famoso en la década de 1950. George Pal fue el único animador stop motion en producir una serie de caricaturas animadas para su estreno en cines, la serie Puppetoons para Paramount Pictures, algunas de las cuales fueron animadas por Harryhausen. Posteriormente, Pal produjo varios largometrajes repletos de efectos especiales mediante la acción en vivo.
El stop motion alcanzó su apogeo durante la década de 1950. La creciente popularidad de las películas de ciencia ficción, como The Day the Earth Stood Still, condujo a un desarrollo exponencial en el campo de los efectos especiales, y George Pal se convirtió en el productor de varias películas populares. Mientras tanto, el trabajo de Ray Harryhausen en películas, como The Beast from 20,000 Fathoms, It Came from Beneath the Sea, Earth vs. the Flying Saucers, La bestia de otro planeta, Simbad y la princesa o Jasón y los argonautas, atrajo a grandes multitudes y alentó al desarrollo de efectos especiales "realistas", tal y como ocurrió en la producción de La guerra de los mundos, Them!, 20.000 leguas de viaje submarino, ¡Tarántula! o Forbidden Planet. De hecho, los efectos especiales evolucionaron hasta tal grado que los realizados para las películas como Fantastic Voyage y 2001: A Space Odyssey se veían muy realistas para su época. Aunque estos efectos usaban muchas técnicas similares a las implementadas en la animación en cel, ambos estilos no solían juntarse. Por otra parte, el largometraje de 1954 Hansel and Gretel: An Opera Fantasy siguió la tendencia de muchas películas animadas europeas en stop motion, filmándose mediante el uso de títeres, convirtiéndose en el primer largometraje animado estadounidense enteramente animado por esta técnica.
Los efectos especiales de Hollywood continuaron desarrollándose de una manera que evitó en gran parte la animación en cel. Sin embargo, se incluyen excepciones de varias secuencias animadas memorables en largometrajes de acción en vivo de la época. Algunas de las escenas más famosas ocurrieron en los largometrajes Levando anclas y Mojada y peligrosa, en las que los actores Gene Kelly y Esther Williams bailaban con Tom y Jerry, así como las respectivas actuaciones animadas de James Baskett y Hattie McDaniel en Canción del sur, Julie Andrews y Dick Van Dyke en Mary Poppins, o Angela Lansbury y David Tomlinson en Bedknobs and Broomsticks. Asimismo, la integración de la animación en las películas de acción en vivo también vino con el desarrollo de los créditos animados y las secuencias de los títulos de apertura. Los créditos iniciales de Saul Bass para las películas de Alfred Hitchcock, como Vértigo, North by Northwest y Psicosis, son muy elogiados e inspiraron a varios diseñadores.

### Ideologías

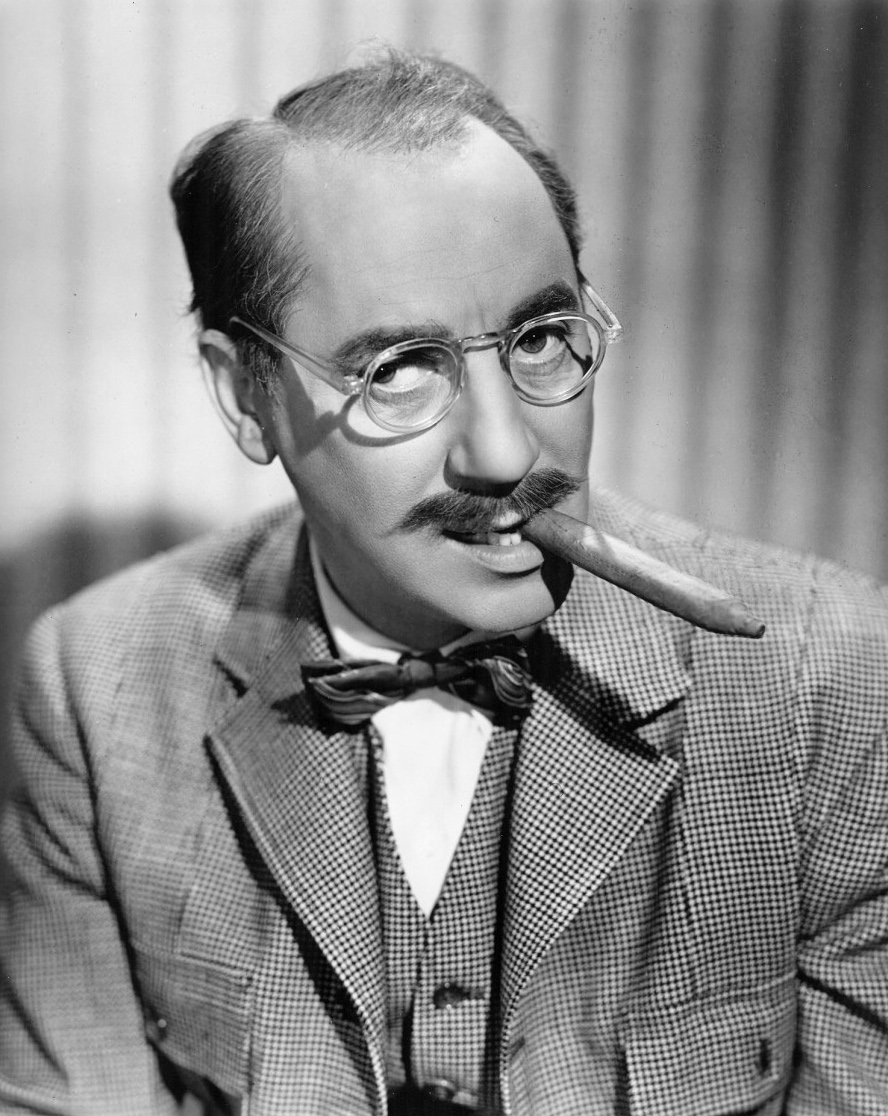
Groucho Marx fue un destacado referente cómico y uno de los actores más representados en caricaturas animadas.

Los dibujos animados de este período, al igual que los de la era muda de la animación estadounidense, no eran considerados "infantiles". Esto se debe a que muchos cortometrajes animados, como los de Looney Tunes o Tom y Jerry, mostraban el slapstick continuamente. Por otra parte, en producciones más realistas, como los largometrajes de Disney, mostraban una temática de alta cultura. Además, durante la Segunda Guerra Mundial y la Guerra Fría, los estudios de animación pactaron para realizar propaganda bélica antinazista y anticomunista, realizando patriotismo estadounidense. Por ejemplo, Education for Death (1943) o Make Mine Freedom (1948).
Pese a que, debido a la mentalidad de la época, la gente afroamericana era estereotipada en varios medios, la mayoría de las producciones en las eras muda y dorada solían criticar a la esclavitud estadounidense. Por ejemplo, Felix the Cat: Uncle Tom's Crabbin (1927) o Uncle Tom's Bungalow (1937). Asimismo, la gente afroamericana llegó a participar en la producción musical de muchas caricaturas, sumándole importancia al auge del jazz. Por ejemplo, en el cortometraje animado Tin Pan Alley Cats (1943) participó el famoso compositor y pianista Fats Waller.
Otro dato es la producción de tramas, tanto cómicas como dramáticas, con un tono más serio y orientado al público adulto. Por ejemplo, Pluto's Judgement Day (1935) o Peace on Earth (1939). Esto incluye el uso de la representación erótica moderada por parte de personajes animados populares, como Betty Boop o Red de Red Hot Riding Hood (1943).
Por otra parte, todas las animaciones eran consideradas artísticamente de la misma forma que el cine, el cómic, la radio y la televisión. En varios cortometrajes animados eran representados grandes actores y cantantes del cine clásico de Hollywood como: Abbott y Costello, Al Jolson, Basil Rathbone, Boris Karloff, Carmen Miranda, Charlot, Frank Sinatra, los Hermanos Marx, Kate Smith, Laurel y Hardy, Peter Lorre o W. C. Fields, además de mostrar continuas referencias al arte. Por ejemplo, Have You Got Any Castles? (1938) o Hollywood Steps Out (1941).

## Citas
Varios directores de cine y de videojuegos han expresado su admiración e importancia a las producciones de la época:

"En 1927-1928, el público gemía cuando empezaba una caricatura. La animación había agotado su acogida. La novedad había desaparecido. Si no hubiera llegado el sonido, la caricatura habría desaparecido."
Shamus Culhane, hablando sobre el por qué Steamboat Willie era un cortometraje tan importante para la animación.

"Desde que era niño, Walt Disney siempre fue mi inspiración. Quería acercarme a él. Personalmente, en la animación, he ido en busca de las posibilidades artísticas que Disney nos mostró en Fantasía y Silly Symphony."
Osamu Tezuka, mostrando su admiración artística por las animaciones clásicas de Walt Disney.

"No los hicimos para nadie, los hicimos para nosotros mismos, que fue probablemente la manera más sensata de hacerlo de todos modos."
Chuck Jones, hablando sobre las producciones animadas de Warner Bros.

"Si Walt Disney fue el primer animador que me enseñó a volar en mis sueños, Chuck Jones fue el primer animador que me hizo reír en ellos."
Steven Spielberg, mostrando su admiración por los animadores de la era dorada en el libro Chuck Amuck: The Life and Times of an Animated Cartoonist.

"Lo importante es que la gente con la que trabajo también sea reconocida, y que sea la marca Nintendo la que siga avanzando y se vuelva fuerte y popular. Y si la gente va a considerar que la marca Nintendo está al mismo nivel que la marca de Walt Disney, eso es muy halagador y me alegra escucharlo."
Shigeru Miyamoto, comparando el estilo artístico de Super Mario con los dibujos clásicos de Walt Disney.

"Brian Hastings, nuestro director creativo, sugirió que hiciéramos un juego sobre un extraterrestre que viaja por el espacio y tiene un arsenal de artilugios y armas extravagantes, y citó a Marvin el Marciano como inspiración. Esa idea hizo clic con todos y todos comenzamos a profundizar para desarrollar el concepto."
Ted Price, presidente y director ejecutivo de Insomniac Games, hablando sobre la influencia de las caricaturas espaciales de Warner Bros. para el desarrollo del videojuego Ratchet & Clank.

## Legado

### Homenajes e influencias

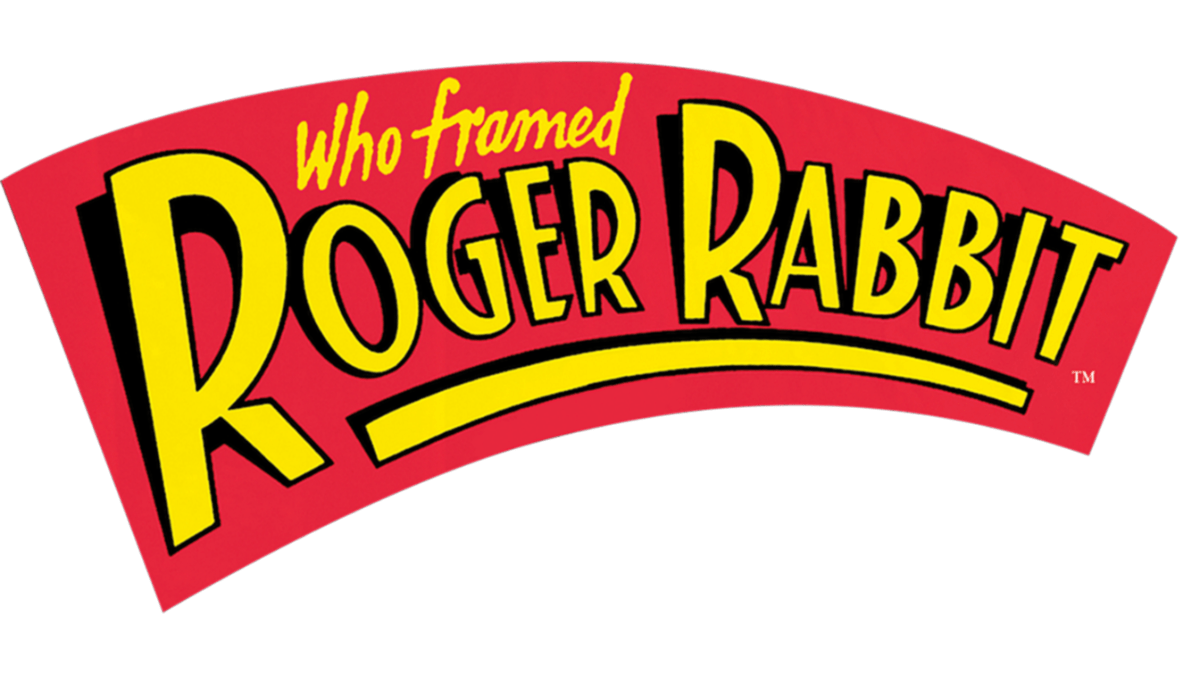
Logo de la película ¿Quién engañó a Roger Rabbit?.

La era del renacimiento de la animación estadounidense obtuvo mucha influencia de las producciones de la era dorada. De hecho, la película de 1988 ¿Quién engañó a Roger Rabbit? se esforzó por rendir homenaje a este período. La era dorada influyó en varias animaciones posteriores como: Tiny Toons, Animaniacs, Taz-Mania y Duck Dodgers (influenciadas por los cortometrajes de los Looney Tunes), las series animadas de Batman y Superman (influenciadas por los cortometrajes de Superman) o la mayoría de las series animadas del bloque de programación The Disney Afternoon, Mickey Mouse Works y House of Mouse (influenciadas por los cortometrajes dirigidos por Walt Disney). Además, la estética Fleischer de las mencionadas animaciones de superhéroes influenció en los diseños futuristas de Batman del futuro, Loonatics Unleashed y The Spectacular Spider-Man, mientras que la estética de UPA, Jay Ward y Hanna-Barbera influenció en los diseños retro de The Powerpuff Girls y Kim Possible. Debido al aumento de la popularidad de los personajes clásicos en los años 1990, Disney produjo los cortometrajes animados teatrales El príncipe y el mendigo y Runaway Brain. Posteriormente, también se desarrollaron programas infantiles como Baby Looney Tunes y La casa de Mickey Mouse.
La mayoría de las películas del Renacimiento de Disney y el largometraje The Princess and the Frog se realizaron con técnicas de animación similares a las de la era dorada. Asimismo, la película Fantasía 2000 es una secuela directa del largometraje original Fantasía. De hecho, otras películas como: The Rescuers, The Brave Little Toaster, Oliver y su pandilla, The Land Before Time, Todos los perros van al cielo, The Nutcracker Prince, Pulgarcita, The Swan Princess, Balto, Los gatos no bailan, Anastasia, El rey y yo y El gigante de hierro, se influenciaron en la estética de la era dorada. Esta tendencia de realizar animaciones con diseños clásicos fue muy relevante durante la era del renacimiento, período en que el mercado de la nostalgia fue particularmente fuerte entre la audiencia, comenzando con The Great Mouse Detective y An American Tail. Además, películas en CGI como Cars, Enredados, Frozen, El Gato con Botas: el último deseo y Robot salvaje, también obtuvieron influencias de las animaciones clásicas. Por otra parte, Robin Hood fue producida con diseños reciclados de las películas originales de Walt Disney, mientras que el cortometraje navideño Mickey's Christmas Carol fue reconocido por el retorno de los personajes clásicos de Disney a la animación teatral. De hecho, la era dorada también ha influenciado en otros cortometrajes de animación, como Paperman, Get a Horse!, Prise de Bec, The Brave Locomotive y el segmento animado de Mrs. Doubtfire. Asimismo, los primeros cortometrajes animados de Winnie the Pooh fueron recopilados con otros nuevos en The Many Adventures of Winnie the Pooh, obteniendo su propia franquicia popular. Además, la animación en stop motion de Ray Harryhausen sirvió de inspiración para la producción de Parque Jurásico y The Nightmare Before Christmas, mientras que los efectos especiales en Forbidden Planet y 2001: A Space Odyssey inspiraron a otras producciones de ciencia ficción, como la primera serie de televisión de Star Trek, la primera trilogía cinematográfica de Star Wars, además de las películas Alien: el octavo pasajero, Blade Runner y WALL·E. Por otra parte, Titan A.E., Atlantis: El imperio perdido y Lilo & Stitch experimentaron en unir la ciencia ficción con estilos animados clásicos, mientras que The Emperor's New Groove y Home on the Range experimentaron con los estilos humorísticos clásicos. Asimismo, la película Mickey, Donald, Goofy: Los tres mosqueteros fue un intento por recuperar a los personajes clásicos de Disney en pleno auge del CGI.
Algunos videojuegos han rendido homenaje a las animaciones de este período, como Kingdom Hearts, Epic Mickey y Cuphead. Además, muchos personajes animados de esta época consiguieron también fama en los cómics y en otros videojuegos, como Popeye, Felix the Cat, Castle of Illusion Starring Mickey Mouse, Mickey Mania, Looney Tunes Collector: Martian Alert!, Disney's Villains' Revenge y Donald Duck: Goin' Quackers. De hecho, los dibujos de Chuck Jones y Tex Avery sirvieron de inspiración para el desarrollo de varios videojuegos como: Bubsy, Gex, Crash Bandicoot, Spyro the Dragon, Jak and Daxter, Ratchet & Clank y Ty the Tasmanian Tiger, además de influenciar también en los diseños y el humor slapstick de las trilogías originales de Ice Age, Madagascar y Kung Fu Panda. Similarmente, los videojuegos como Banjo-Kazooie, Yooka-Laylee, Lucky's Tale y Paleo Pines se realizaron para atraer a un público amplio y teniendo como referencia a los cortometrajes clásicos de Fleischer y Walt Disney, mientras que Sly Cooper fue influenciado por los diseños de las animaciones clásicas en cel.

### Impacto en otros países

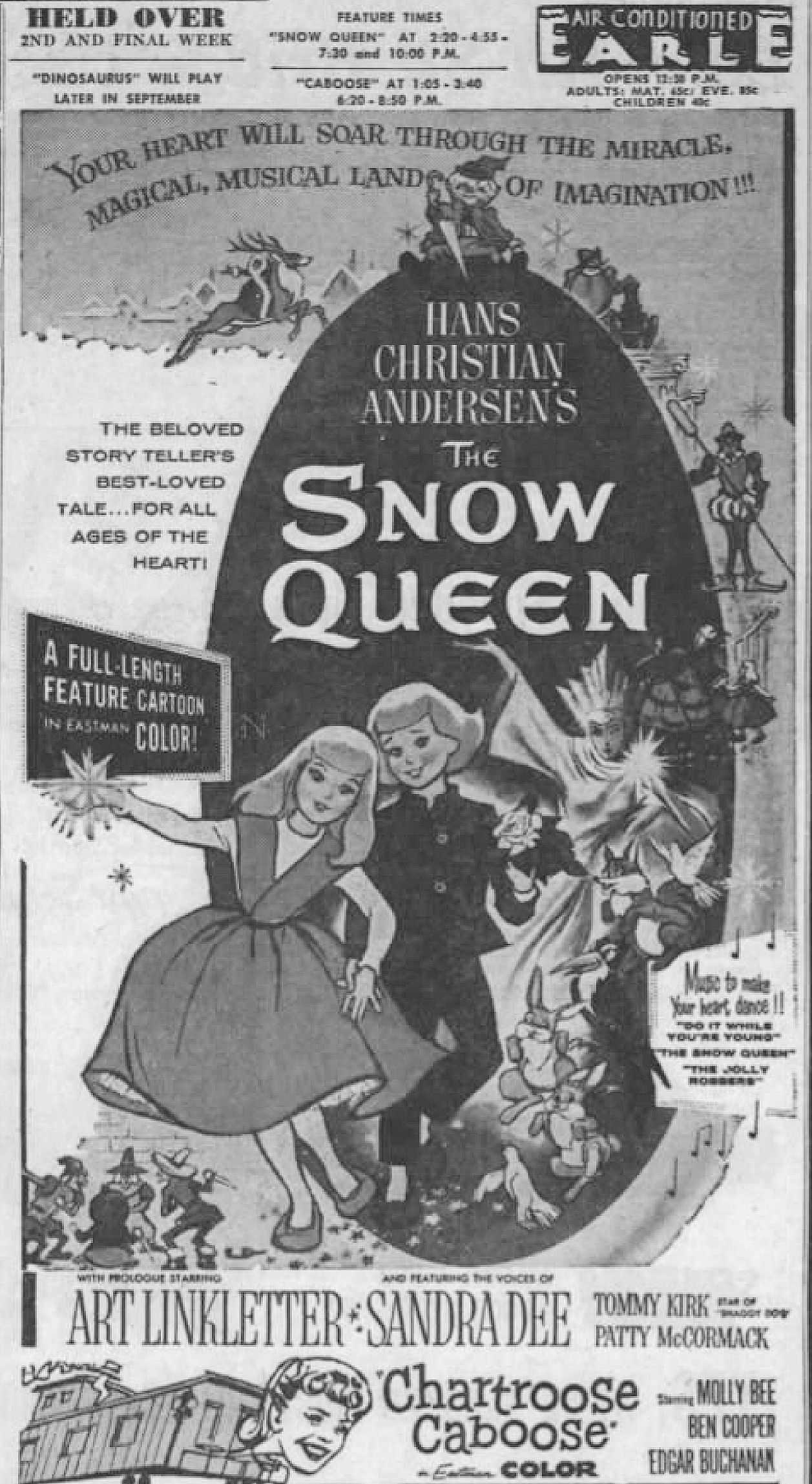
Cartel publicitario del largometraje animado soviético La reina de las nieves.

La era dorada de la animación estadounidense fue muy influyente en todo el mundo, particularmente:
- En Alemania, el animador alemán Hans Fischerkoesen fue influenciado por los cortometrajes animados teatrales de este período.[186] Asimismo, las animaciones de Disney sirvieron de inspiración para Rolf Kauka en el cómic alemán, especialmente con Fix y Foxi, y la película Maria d'Oro und Bello Blue.[187]

- En Bélgica, los dibujos animados de Walt Disney sirvieron de inspiración para Morris en los diseños del cómic franco-belga Lucky Luke.[188]

- En China, los hermanos Wan fueron influenciados por las películas animadas de Disney y Fleischer al realizar Princess Iron Fan y Havoc in Heaven.[189][190]

- En España influyó a animadores españoles como: Arturo Moreno, José María Blay, Cruz Delgado, Sergio Pablos o el estudio Cifesa. Destacando los largometrajes animados: Garbancito de la Mancha, Alegres vacaciones, Érase una vez..., Los sueños de Tay-Pi, Mágica aventura, Los viajes de Gulliver y Klaus, así como las populares adaptaciones animadas de Don Quijote y Los Trotamúsicos.[191][192][193][194] Además, los dibujos animados de Walt Disney sirvieron de inspiración para José Sanchis Grau en el cómic español, especialmente con El Soldadito Pepe y Pumby.[195]

- En Francia, el animador francés Jean Image fue influenciado por los cortometrajes animados teatrales de este período.[196] Asimismo, Paul Grimault fue influenciado por los largometrajes animados de Disney al realizar Le Roi et l'Oiseau.[197]

- En Italia, el largometraje animado incompleto Le avventure di Pinocchio casi logró competir con las producciones animadas de Walt Disney.[198] Por otra parte, la película Allegro non troppo es una parodia de Fantasía.[199]

- En Japón, el mangaka Osamu Tezuka estuvo muy influenciado por la animación de Walt Disney y de los Fleischer. Esto le permitió realizar los dibujos de Jungle Taitei, Astroboy y Ribon no Kishi.[200] Asimismo, los diseños de Walt Disney sirvieron de inspiración para Shigeru Miyamoto y Yuji Uekawa, desarrollando así la franquicia Super Mario y el videojuego Billy Hatcher.[120][201] Similarmente, Naoto Ōshima se inspiró en los dibujos del gato Félix y Mickey Mouse para diseñar a Sonic the Hedgehog.[202] Además, Popeye, King Kong, Casper y Tom y Jerry sirvieron de inspiración para la realización de los videojuegos arcade Pac-Man y Donkey Kong,[203][204] mientras que el Rhedosaurus sirvió de inspiración para Ishiro Honda en la producción del largometraje japonés Godzilla, desarrollando así el género cinematográfico kaijū durante la era atómica.[205][206]

- En Reino Unido, los cortometrajes animados sobre propaganda bélica influenciaron en la producción del largometraje Rebelión en la granja,[207] mientras que el stop motion de Ray Harryhausen inspiró a los largometrajes First Men in the Moon, One Million Years B.C. y Furia de titanes.[208]

- En Rusia, el animador ruso Lev Atamánov fue influenciado por las películas animadas de Disney al realizar La reina de las nieves.[209]

### Reconocimiento histórico
Los historiadores del arte consideran a la era dorada como el mayor período que haya tenido la animación estadounidense hasta la fecha, tanto por su esteticismo artístico como por su impacto cultural en el mundo. De hecho, la mayoría de las producciones animadas de esta época ocupan muchas de las primeras posiciones en las que fueron seleccionadas en el libro The 50 Greatest Cartoons de Jerry Beck, en la lista de películas estadounidenses preservadas del National Film Registry y en la lista de largometrajes animados clasificados en el AFI's 10 Top 10.